# Nyíregyháza
Nyíregyháza (németül: Birkenkirchen, szlovákul: Níreďháza, románul: Mestecănești) megyei jogú város, Szabolcs-Szatmár-Bereg vármegye és a Nyíregyházi járás székhelye, közel 120 000 fős lakosságával pedig az ország hetedik és az Észak-Alföld második legnagyobb települése. 1990 óta megyei jogú város (előtte 1989-től megyei város). Dinamikusan fejlődő város, a térség gazdasági és kulturális motorja, vonzó turisztikai célpont. Az 1950-es megyerendezés előtt Szabolcs vármegyéhez tartozott és annak volt a székhelye. Ütemes fejlődésen a 18. században esett át, amely azóta is tart.
Az Észak-Alföld második legjelentősebb településének számít. 40 km-re fekszik Szlovákiától, 60 km-re Ukrajnától, 50 km-re pedig Romániától. A régió központjától, Debrecentől 50 km-re fekszik északra. A Nyírség vidékének mezőgazdasági és ipari központja, amely gyümölcstermesztéséről, különösen a jonatán almáról ismert. Az M3-as autópálya megépülésével, valamint a földgázkészletek feltárásával és kitermelésének lehetőségével összefüggésben e régió üzleti vonzereje jelentősen megnőtt. A város turisztikai szempontból is vonzó, különösen Sóstógyógyfürdő rekreációs része mely termálfürdőkkel, modern aquaparkkal és Magyarország második legnagyobb állatkertjével rendelkezik. A több mint 500, köztük számos különleges fajt bemutató Állatparkja európai szinten is elismert.
A települést először 1209-ben említik a dokumentumok. Csak több száz év múlva vált igen jelentős településsé, amikor is gróf Károlyi Ferenc földbirtokos 1753-ban igen kedvező kiváltságokat ígért az ide települőknek.
Nyíregyháza 1786-ban megkaphatta mezővárosi kiváltságát, évente három-négy országos szintű vásárt is megtartott. A város annyira jómódú lett, hogy 1803-ban, majd 1824-ben örökváltsági szerződéssel kiválthatta magát a földesúri terhek alól. 1837-ben mindezt a fejlődést tovább növelte az a különleges királyi kiváltság, mellyel privilegizált mezővárossá vált. Ekkoriban épültek meg a fontos épületek, a városháza, a kórház, az iskolák és a Sóstón a fürdő és a vendéglő. A vasút 1859-ben érte el a várost. Egy színház megépítésével pedig hozzáadtak a város kultúrájához. 1876-ban Szabolcs vármegye székhelye lett, 1911-ben pedig kiépült a város villamoshálózata.
A város 1924-ben ünnepelte az örökváltság 100. évfordulóját, mely a város életében addigi legnagyobb jelentőségű esemény volt.
A második világháború sok emberi áldozatot követelt és mély sebeket ejtett a település épületeiben.

## Nevének eredete
Neve az 1400-as évekből származik, és két szó összetételéből ered: a „Nyír” a környékbeli nyírfákra utal, míg a „háza” eredetileg egy kisebb település vagy házcsoport jelentésű szó volt. Így a név jelentése nagyjából „a nyírfák közötti házak” vagy „nyírfás helyen lévő település”. Ez a földrajzi elhelyezkedésből és a természetes környezetből fakadó névadás tipikus a magyar településnevek között.
A név első írásos említése 1271-ből származik, amikor „Nyreg” alakban szerepelt oklevelekben. A későbbi évszázadokban a név alakja változott, mígnem a 19. században kialakult a mai formája, Nyíregyháza.

## Fekvése
Nyíregyháza Szabolcs-Szatmár-Bereg vármegyében fekszik, az észak-alföldi régióban (Szabolcs-Szatmár-Bereg, Hajdú-Bihar, Jász-Nagykun-Szolnok vármegye). Az Észak-Alföld második legjelentősebb városa (Debrecen után).
A Nyírség központjában fekszik mint mezőváros. A város határait igen tág keretekben szokták érteni, mivel általában ide sorolják a közelben fekvő bokortanyákat.
A 4-es, 41-es, 36-os és a 38-as főutak keresztezésénél fekszik, ezáltal könnyen megközelíthető. Kárpátaljára, Románia északi részébe menet jóformán elkerülhetetlen.

## Története
Nyíregyháza vidéke már a honfoglalás idejében lakott terület volt. Nyíregyházát 1209-ben említik először, ekkor még Nyír néven. 1236-ban már temploma is volt a településnek, innen kapta nevének második felét. A 15. század közepén körülbelül 400-an lakták. A török időkben a várost sokan elhagyták, helyükre az 1600-as évek első felében hajdúkat telepítettek be, hajdúvárosi rangot szerzett. Bocskai István 1605-ben foglalta el, halála után a várost 1620-ig Erdélyhez csatolták. 1750 táján csak 500 lakosa volt.
A Rákóczi-szabadságharc után a város népessége növekedésnek indult, elsősorban azt követően, hogy 1753-ban a település felének birtokosa, gróf Károlyi Ferenc jelentős kedvezményeket ígért az ide települőknek. Az újonnan letelepedők többsége Békés vármegyéből és a Felvidékről érkező szlovák evangélikus bevándorló volt, akik megalapították első gimnáziumukat az akkori professzori iskolát, ez ma a Nyíregyházi Evangélikus Kossuth Lajos Gimnázium. A növekedés még jobban megindult, mikor 1786-ban a város mezővárosi rangot kapott és négy vásárt tarthatott évente. Ekkor 7500 lakosával már a vármegye legnépesebb települése volt. A 19. században Nyíregyháza pénzen megváltotta magát földesuraitól, 1803-ban a Dessewffy, 1824-ben pedig a Károlyi családtól, 1837-ben pedig különleges királyi kiváltságot kapott. A város egyre inkább virágzásnak indult, új városháza és kórház épült, iskolák alapultak, a közeli Sóstón fürdő és vendéglő üzemelt.
Nyíregyháza polgárai részt vettek az 1848–49-es forradalomban és szabadságharcban, amelynek bukása után több polgár börtönbe került, köztük a polgármester, Hatzel Márton is.
A 19. század második felében Nyíregyháza tovább urbanizálódott: a várost 1859-ban érte el a vasút, rengeteg új épület épült – színház, távírda, posta- és pénzügyi palota –, majd elindult a villamosközlekedés is a Nyírvidéki Kisvasút a város és Sóstó közti szakaszán. Nyíregyháza 1876-ban Szabolcs vármegye székhelye lett.
A Nyíregyházi Királyi Törvényszéki Fogházat 1891-ben létesítették. A Tanácsköztársaság ideje alatt a városban munkás- és katonatanács alakult, majd áprilistól Nyíregyháza tíz hónapig román megszállás alatt állt.
A két világháború között a lakók nagyszabású ünnepséggel ünnepelték az Örökváltság 100. évfordulóját. Ekkor Nyíregyháza Szabolcs és Ung k.e.e. vármegye székhelye volt.
A második világháború alatt több mint 6000 nyíregyházi zsidó vallású lakost deportáltak, további kétezer embert pedig orosz munkatáborokba küldtek. Sok épület is elpusztult. A háború után több száz családot telepítettek át a csehszlovák–magyar lakosságcsere keretében.
1952-ben váltak ki Nyíregyházából Nyírtelek és Nagycserkesz települések. Ugyanezen évben hozzá csatolták Nyírpazonytól Sóstóhegyet, majd 1953-ban pedig Orostól Borbányát is. 1973 április 15-től Nyíregyházához csatolták Nyírszőlőst, majd 1978. december 31-től Oros is Nyíregyháza részévé vált.
Az 1960-as évektől a város folyamatosan fejlődik. Napjainkban Nyíregyháza fontos kulturális és oktatási központ, és Debrecen után az Észak-Alföldi régió második legfontosabb városa.
1990. december 1-én Megyei Jogú Városi rangot kapott.
Ma a 120 ezres lélekszámot meghaladó megyei jogú város gazdag programokat kínáló közművelődési és sportintézményekkel, közgyűjteményekkel, Múzeumfaluval, Állatparkkal, festői szépségű Sóstóval, magas színvonalú művészeti élettel büszkélkedhet.

## Címere
Nyíregyháza címere:
|  | Hengerített pajzs alakú, vízszintesen két mezőre osztva. A felső égszínkék (kék) mezőben kétfelől magasan kinőtt és természetes színnel festett nyírfák között egy vörös fedésű fehér (ezüst) templom áll, tornyán ezüstcsillaggal – a város nevét jel által kifejezve. A pajzs alsó, vörös mezejében pedig egy búzavirág (kék) színű karmányba öltött emberi kar, markában aranykalászokkal – a mezőgazdaság legfőbb ágát szemléltetve. A pajzson pedig egy ötágú, gyöngyökkel és drágakövekkel – alsó részén kék-vörös-kék-vörös-kék, öt ágában pedig vörös-kék-vörös-kék-vörös színekkel – ékesített aranykorona fekszik, s az egészet aranyszálakba foglalt fehér környezet veszi körül. A pajzsot – a korona két alsó széléig – két oldalán egy-egy kifelé néző stilizált griff tartja, alattuk indás díszítéssel. – Nyíregyháza város – Magyar Állami Jelképek |

## Közélete

### Polgármesterei
| Név               | Párt        | Terminus  | Megjegyzés / Források |
| ----------------- | ----------- | --------- | --- |
| Mádi Zoltán       | Fidesz      | 1990–1994 | Az 1990-es választási eredmények: |
| Csabai Lászlóné   | MSZP        | 1994–2010 | Az 1994. december 11-én megtartott választáson a 23 643 érvényesen leadott szavazatból, öt jelölt közül 7449 szavazatot szerzett meg, amivel 31,51 %-os eredményt ért el.                                                  |
| Csabai Lászlóné   | MSZP        | 1994–2010 | Az 1998-as választási eredmények: |
| Csabai Lászlóné   | MSZP        | 1994–2010 | A 2002-es választási eredmények: |
| Csabai Lászlóné   | MSZP        | 1994–2010 | A 2006-os választási eredmények: |
| Dr. Kovács Ferenc | Fidesz-KDNP | 2010–     | A 2010-es választási eredmények: |
| Dr. Kovács Ferenc | Fidesz-KDNP | 2010–     | A 2014. október 12-én megtartott választáson a 35 613 érvényesen leadott szavazatból, nyolc [illetve egy visszalépés miatt valójában hét] jelölt közül 16 864 szavazatot szerzett meg, amivel 47,35 %-os eredményt ért el. |
| Dr. Kovács Ferenc | Fidesz-KDNP | 2010–     | A 2019. október 13-án megtartott választáson a 38 518 érvényesen leadott szavazatból, két jelölt közül 20 351 szavazatot szerzett meg, amivel 52,84 %-os eredményt ért el.                                                 |
| Dr. Kovács Ferenc | Fidesz-KDNP | 2010–     | A 2024. június 9-én megtartott választáson az 50 701 érvényesen leadott szavazatból, négy jelölt közül 23 271 szavazatot szerzett meg, amivel 45,90 %-os eredményt ért el.                                                 |

### A 2024-es önkormányzati választás eredménye
- A polgármester-választás eredménye[21]

| Jelölt neve           | Jelölő szervezet(ek) | Jelölő szervezet(ek) | Szavazatok száma | Szavazatok aránya |
| --------------------- | -------------------- | --- | ---------------- | ----------------- |
| Dr. Kovács Ferenc     |                      | Fidesz – KDNP | 23 271           | 45,90%            |
| Jeszenszki András     |                      | Szövetség Városunkért – Függetlenek Egyesülete – Momentum – LMP – MSZP – Párbeszéd – A Zöldek Pártja – Nép Pártján – MMM | 21 075           | 41,57%            |
| Kovács Koppány Zoltán |                      | Mi Hazánk | 4887             | 9,64%             |
| Nagy László           |                      | Független | 1468             | 2,90%             |
| Összesen              |                      | | 50 701           | 100%              |

- A képviselőtestület-választás eredménye[22]

| Párt | Párt | Mandátumok | Képviselő-testület | Képviselő-testület | Képviselő-testület | Képviselő-testület | Képviselő-testület | Képviselő-testület | Képviselő-testület | Képviselő-testület | Képviselő-testület | Képviselő-testület | Képviselő-testület | Képviselő-testület | Képviselő-testület | Képviselő-testület | Képviselő-testület | Képviselő-testület |
| ---- | --- | ---------- | ------------------ | ------------------ | ------------------ | ------------------ | ------------------ | ------------------ | ------------------ | ------------------ | ------------------ | ------------------ | ------------------ | ------------------ | ------------------ | ------------------ | ------------------ | ------------------ |
|      | Fidesz – KDNP | 14         | P                  |                    |                    |                    |                    |                    |                    |                    |                    |                    |                    |                    |                    |                    |                    |                    |
|      | Szövetség Városunkért – Függetlenek Egyesülete – Momentum – LMP – MSZP – Párbeszéd – A Zöldek Pártja – Nép Pártján – MMM | 6          |                    |                    |                    |                    |                    |                    |                    |                    |                    |                    |                    |                    |                    |                    |                    |                    |
|      | MKKP | 1          |                    |                    |                    |                    |                    |                    |                    |                    |                    |                    |                    |                    |                    |                    |                    |                    |
|      | Mi Hazánk | 1          |                    |                    |                    |                    |                    |                    |                    |                    |                    |                    |                    |                    |                    |                    |                    |                    |

## Népesség
Nyíregyháza lakónépessége 2022. október 1-jén 116 282 fő volt, ami Szabolcs-Szatmár-Bereg vármegye össznépességének 22%-át tette ki. A 2011-es népszámlálás óta 3464 fővel csökkent a város lakosság száma. Ebben az évben az egy km²-re jutó lakók száma, átlagosan 424 ember volt. Nyíregyháza népesség korösszetétele igen kedvezőtlen. 2022-ben a város lakónépességének a 14%-a 14 évnél fiatalabb, míg a 65 éven felülieké 20% volt. 2022-ben a férfiaknál 71, a nőknél 77,5 év volt a születéskor várható átlagos élettartam. A legmagasabb befejezett iskolai végzettség szerint az érettségi végzettséggel rendelkezők élnek a legtöbben a városban 35 446 fő, utánuk a következő nagy csoport a diplomával rendelkezők 29 033 fővel. 2022-ben a 6 évnél idősebb népesség 86%-nál volt internet elérési lehetősége. A népszámlálás adatai alapján a város lakónépességének 6,1%-a, mintegy 7040 személy vallotta magát valamely kisebbséghez tartozónak. A kisebbségek közül cigány, ukrán és német nemzetiségűnek vallották magukat a legtöbben.
A trianoni határváltozások miatt Nyíregyháza sokáig a megye egyetlen városa volt, mivel a megyehatár közelében levő központok a határon kívülre rekedtek (Ungvár, Beregszász, Szatmárnémeti, Nagykároly). Mindezek miatt a város hosszú évtizedeken át magához vonzotta a népesség költözésre kész rétegét. A beköltözések mind a mai napig fontos szerepet játszanak a népesség alakulásában. Nyíregyháza népességnövekedése – a legtöbb megyeszékhelyhez hasonlóan – az 1960-as években felgyorsult, a népességszám megduplázódott a szocializmus évei alatt. A kilencvenes évektől azonban új jelenség tanúi vagyunk, mivel Nyíregyházát is elérte a szuburbanizáció, azaz sokan költöznek ki a környező településekre, az agglomerációt adó falvakba (Nyírpazony, Nyírtura, Napkor, Kótaj, Kemecse, Nyírtelek). Ezzel egyidejűleg a megye távolabbi területeiről (főként az értelmiségiek körében) továbbra is erősnek mondható beköltözéseket regisztrálnak. A város lakossága a 100 000 főt 1978-ban lépte át. A város történetében csak a II. Világháború idején akadt meg a fejlődés. A legtöbben 2011-ben éltek a városban, 119 746-an. 2011-es népszámlálás alapján, soha nem éltek még ennyien Nyíregyházán, mint 2011-ben. Nyíregyháza gyermekvállalási adata rendkívül produktív, hiszen azon megyeszékhelyek közé tartozik ahol továbbra is magas a születések száma. Kecskemét után Nyíregyháza gyermekszületési számai a legjobbak. Napjainkban említésre méltó népességnövekedési tényező, az ukrajnai emigránsok városba való letelepedésük, ez a jelenség nem csak Nyíregyházára jellemző, hanem szinte az egész vármegyére.
A 2022-es népszámlálási adatok szerint a magukat vallási közösséghez tartozónak valló nyíregyháziak túlnyomó többsége reformátusnak tartja magát. Emellett jelentős egyház a városban még a római katolikusok.

### Iskolai végzettség
| Iskolai végzettség                | Iskolai végzettség               | Iskolai végzettség | Iskolai végzettség | Iskolai végzettség |
| --------------------------------- | -------------------------------- | ------------------ | ------------------ | ------------------ |
|                                   |                                  |                    |                    | fő                 |
| Általános iskolát nem végezte el  | Általános iskolát nem végezte el |                    | 10 271             | 10 271             |
| Általános iskola                  | Általános iskola                 |                    | 16 931             | 16 931             |
| Szakmunkás                        | Szakmunkás                       |                    | 17 086             | 17 086             |
| Érettségi                         | Érettségi                        |                    | 35 446             | 35 446             |
| Diploma                           | Diploma                          |                    | 29 033             | 29 033             |
| A 2022. évi népszámlálás szerint. |                                  |                    |                    |                    |

A 2001-es népszámlálási adatok alapján, Nyíregyházán a legmagasabb befejezett iskolai végzettség szerint az érettségi végzettséggel rendelkezők éltek a legtöbben 30 319 fővel. Második legnagyobb csoport az általános iskolai végzettséggel rendelkezőek voltak 28 478 fővel, utánuk következett az általános iskolai végzettséggel nem rendelkezők 18 258 fővel, a szakmunkás végzettségűek 18 724 fővel, végül a diplomások 14 832 fővel.
A 2011-es népszámlálási adatok alapján, Nyíregyházán a legmagasabb befejezett iskolai végzettség szerint az érettségi végzettséggel rendelkezők éltek a legtöbben 33 464 fővel. Második legnagyobb csoport a diplomás végzettséggel rendelkezők voltak 23 667 fővel, utánuk következett az általános iskolai végzettséggel rendelkezők 22 649 fővel, a szakmunkások 19 605 fővel, végül az általános iskolai végzettséggel nem rendelkezőek 12 177 fővel.
A 2022-es népszámlálási adatok alapján, Nyíregyházán a legmagasabb befejezett iskolai végzettség szerint az érettségi végzettséggel rendelkezők éltek a legtöbben 35 446 fővel. Második legnagyobb csoport a diplomai végzettséggel rendelkezők voltak 29 033 fővel, utánuk következett a szakmunkás végzettséggel rendelkezők 17 086 fővel, az általános iskolai végzettségűek 16 931 fővel, végül az általános iskolai végzettséggel nem rendelkezőek 10 271 fővel.

### Etnikai összetétel
A 2001-es népszámlálási adatok szerint a város lakossága 118 795 fő volt, ebből a válaszadók 114 539 fő volt, 114 314 fő magyarnak, míg 1133 fő cigánynak vallotta magát, azonban meg kell jegyezni, hogy a magyarországi cigányok (romák) aránya a népszámlálásokban szereplőnél lényegesen magasabb. 252 fő német, 208 fő ukrán és 134 fő szlovák etnikumúnak vallotta magát.
A 2011-es népszámlálási adatok szerint a város lakossága 119 746 fő volt, ebből a válaszadók 103 417 fő volt, 103 126 fő magyarnak vallotta magát, az adatokból az derül ki, hogy a magyarnak vallók száma jelentősen csökkent tíz év alatt, ennek egyik fő oka, hogy többen nem válaszoltak. Az elmúlt tíz év alatt a cigányok (2208 fő), németek (613 fő), és az ukránok (465 fő) száma megkétszereződött. A magukat románnak vallók száma (305 fő) szinte megötszöröződött, az elmúlt tíz év alatt. A megyén belül, Nyíregyházán él a legtöbb magát orosznak (337 fő), ukránnak, cigánynak, németnek és románnak valló nemzetiségi.
A 2022-es népszámlálás adatok szerint a város lakossága 116 282 fő volt, ebből a válaszadók 103 219 fő volt, 102 857 fő magyarnak vallotta magát. Az elmúlt tizenegy év alatt, a nemzetiségiek közül a legjelentősebben a ukránok (757 fő) és a ruszinok (155 fő) száma nőtt, miközben jelentősen csökkent a cigányok (1122 fő) és a németek (494 fő) száma. A népszámlálás adatai nem részletezi az el nem ismert nemzetiségeket, de a számuk jelentősen nőtt, 2011 óta 1323 főről 3967 főre.

### Vallási összetétel
Nyíregyháza lakóinak vallási összetétele 2022-ben
A 2001-es népszámlálási adatok alapján, Nyíregyházán a lakosság több mint háromnegyede (77,3%) kötődik valamelyik vallási felekezethez. A legnagyobb vallás a városban a kereszténység, melynek legelterjedtebb formája a katolicizmus (44,2%). A katolikus egyházon belül a római katolikusok száma 33 497 fő, míg a görögkatolikusok 19 045 fő. A városban népes protestáns közösségek is élnek, főleg reformátusok (25 618 fő) és evangélikusok (12 361 fő). Az ortodox kereszténység inkább az országban élő egyes nemzeti kisebbségek (oroszok, románok, szerbek, bolgárok, görögök) felekezetének számít, számuk elenyésző az egész városi lakosságához képest (138 fő). Szerte a városban számos egyéb kisebb keresztény egyházi közösség működik. A zsidó vallási közösséghez tartózók száma 54 fő. Jelentős a száma azoknak a városban, akik vallási hovatartozásukat illetően nem kívántak válaszolni (9,7%). Felekezeten kívülinek a város lakosságának 12,6%-a vallotta magát.
A 2011-es népszámlálás adatai alapján, Nyíregyházán a lakosság több mint a fele (56,8%) kötődik valamelyik vallási felekezethez. Az elmúlt tíz év alatt a városi lakosság vallási felekezethez tartozása jelentősen csökkent, ennek egyik oka, hogy sokan nem válaszoltak. A legnagyobb vallás a városban a kereszténység, melynek legelterjedtebb formája a katolicizmus (21%). Az elmúlt tíz év alatt, a katolikus valláshoz tartozók száma felére esett vissza. A katolikus egyházon belül a római katolikusok száma 25 132 fő, míg a görögkatolikusok 12 742 fő. A városban népes protestáns közösségek is élnek, főleg reformátusok (19 662 fő) és evangélikusok (8391 fő). Az ortodox kereszténység inkább az országban élő egyes nemzeti kisebbségek (oroszok, románok, szerbek, bolgárok, görögök) felekezetének számít, számuk elenyésző az egész városi lakosságához képest (127 fő). Szerte a városban számos egyéb kisebb keresztény egyházi közösség működik. A zsidó vallási közösséghez tartozók száma 68 fő. Összességében elmondható, hogy az elmúlt tíz, zsidó valláson kívül, minden más egyházi felekezetekhez tartozók száma jelentősen csökkent. Jelentős a száma azoknak a városban, akik vallási hovatartozásukat illetően nem kívántak válaszolni (28,6%), tíz év alatt a triplájára nőtt a számuk. Felekezeten kívülinek a város lakosságának 14,6%-a vallotta magát.
2022-es népszámlálás adatai alapján, Nyíregyházán a lakosság fele (49,4%) kötődik valamelyik vallási felekezethez. Az elmúlt tíz év alatt a városi lakosság vallási felekezethez tartozása jelentősen csökkent, ennek egyik oka, hogy sokan nem válaszoltak. A legnagyobb vallás a városban a református (18 854 fő). A második legnagyobb vallási közösség a katolicizmus (26,1%). Az elmúlt tíz év alatt, a katolikus valláshoz tartozók száma negyedével esett vissza. A katolikus egyházon belül a római katolikusok száma 18 627 fő, míg a görögkatolikusok 11 193 fő. A városban népes protestáns közösségek is élnek, főleg reformátusok (18 854 fő) és evangélikusok (6372 fő). Ma már többen vannak reformátusok, mint római katolikusok a városban. Az ortodox kereszténység inkább az országban élő egyes nemzeti kisebbségek (ukránok, románok, szerbek, bolgárok, görögök) felekezetének számít, számuk az elmúlt 11 év alatt jelentősen nőtt (209 fő). A zsidó vallási közösséghez tartózók száma 55 fő. Jelentős a száma azoknak a városban, akik vallási hovatartozásukat illetően nem kívántak válaszolni (41,1%). Felekezeten kívülinek a város lakosságának 9,4%-a vallotta magát.

## Gazdaság
Szabolcs-Szatmár-Bereg vármegye székhelye a térség legellátottabb települése, hiszen a rendszerváltást követően több külföldi érdekeltségű cég jelent meg a városban. A 2000-es évek elején Nyíregyháza legnagyobb munkáltatói a Hübner, a Flextronics és a Hirsch Kft.-k voltak, azonban a gazdasági recesszió időszaka alatt több cég is megszűnt, elbocsátva több ezer dolgozót. Ma a megyeszékhely két legnagyobb dolgozói létszámmal rendelkező cége a Lego manufacturing Kft. és a Michelin Hungária Abroncsgyártó Kft, amelyek mintegy 3000 embernek biztosítanak állást.

### Legnagyobb munkáltatók
1000–1999 fő közötti létszámot foglalkoztató egységek:
- LEGO Manufacturing Kft.
- Michelin Hungária Abroncsgyártó Kft.

500-999 fő közötti létszámot foglalkoztató egységek:
- Hübner Gumi és Műanyagipari Kft.
- Nyírvv Városüzemeltető Kft.
- Nyírerdő Erdészeti Zrt.

300-499 fő közötti létszámot foglalkoztató egységek:
- Nyírségvíz Csatornamű Zrt.

200-299 fő közötti létszámot foglalkoztató egységek:
- Eissmann Automotive Autóipari Kft.
- Ricosta Cipőgyár Kft.
- Vibracoustic Légrugógyártó Kft.
- Fémszerkezetgyártó Kft.
- Alfi-ker Kereskedelmi Kft.
- Szabolcs-Coop Kereskedelmi Kft.

### Munkanélküliség
Nyíregyháza sokáig az ország egyik legrosszabb helyzetben lévő megyeszékhelye volt a munkanélküliek rendkívül magas arányát tekintve. A következő táblázat szemlélteti, miként változott a város munkanélküli személyeinek létszáma és aránya 2000-től napjainkig.[forrás?]
| Év   | Munkanélküli (fő) | Munkanélküli (%) | Munkaképes népesség (fő) |
| ---- | ----------------- | ---------------- | ------------------------ |
| 2000 | 4 256             | 5,57%            | 76 426                   |
| 2001 | 4 015             | 5,21%            | 79 270                   |
| 2002 | 3 315             | 4,18%            | 79 270                   |
| 2003 | 3 430             | 4,29%            | 79 994                   |
| 2004 | 3 459             | 4,33%            | 79 908                   |
| 2005 | 3 739             | 4,65%            | 80 357                   |
| 2006 | 3 621             | 4,58%            | 80 775                   |
| 2007 | 4 269             | 5,24%            | 81 447                   |
| 2008 | 4 582             | 5,62%            | 81 496                   |
| 2009 | 6 107             | 7,42%            | 82 294                   |
| 2010 | 6 740             | 8,18%            | 82 321                   |
| 2011 | 7 086             | 8,63%            | 82 054                   |
| 2012 | 7 330             | 9,00%            | 81 136                   |
| 2013 | 6 700             | 8,30%            | 80 550                   |
| 2014 | 5 766             | 6,77%            | 85 206                   |
| 2015 | 5 264             | 6,20%            | 84 868                   |
| 2016 | 4 079             | 4,84%            | 82 180                   |
| 2017 | 3 429             | 4,09%            | 82 180                   |
| 2018 | 3 190             | 3,85%            | 82 900                   |

## Látnivalók

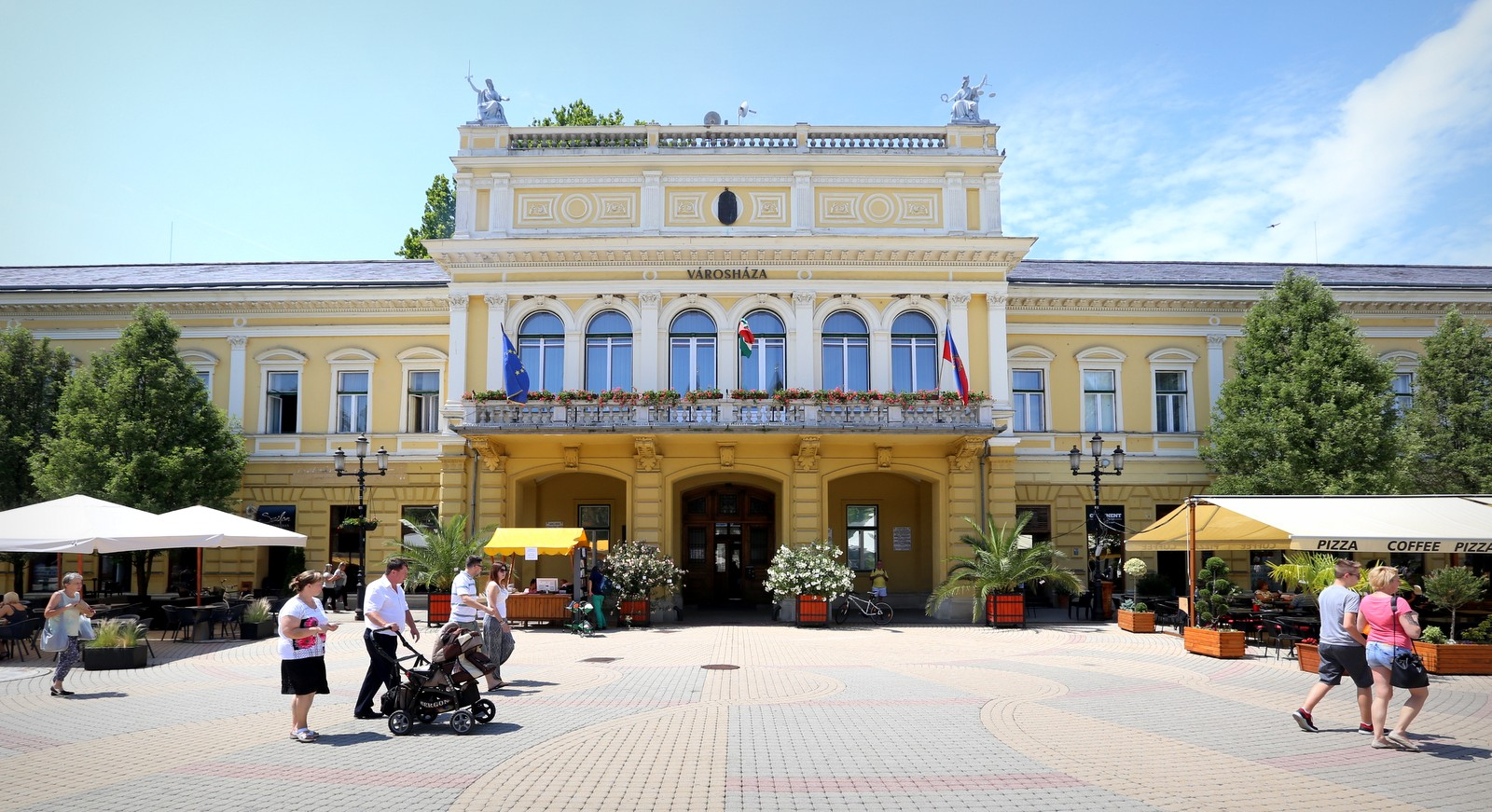
Városháza
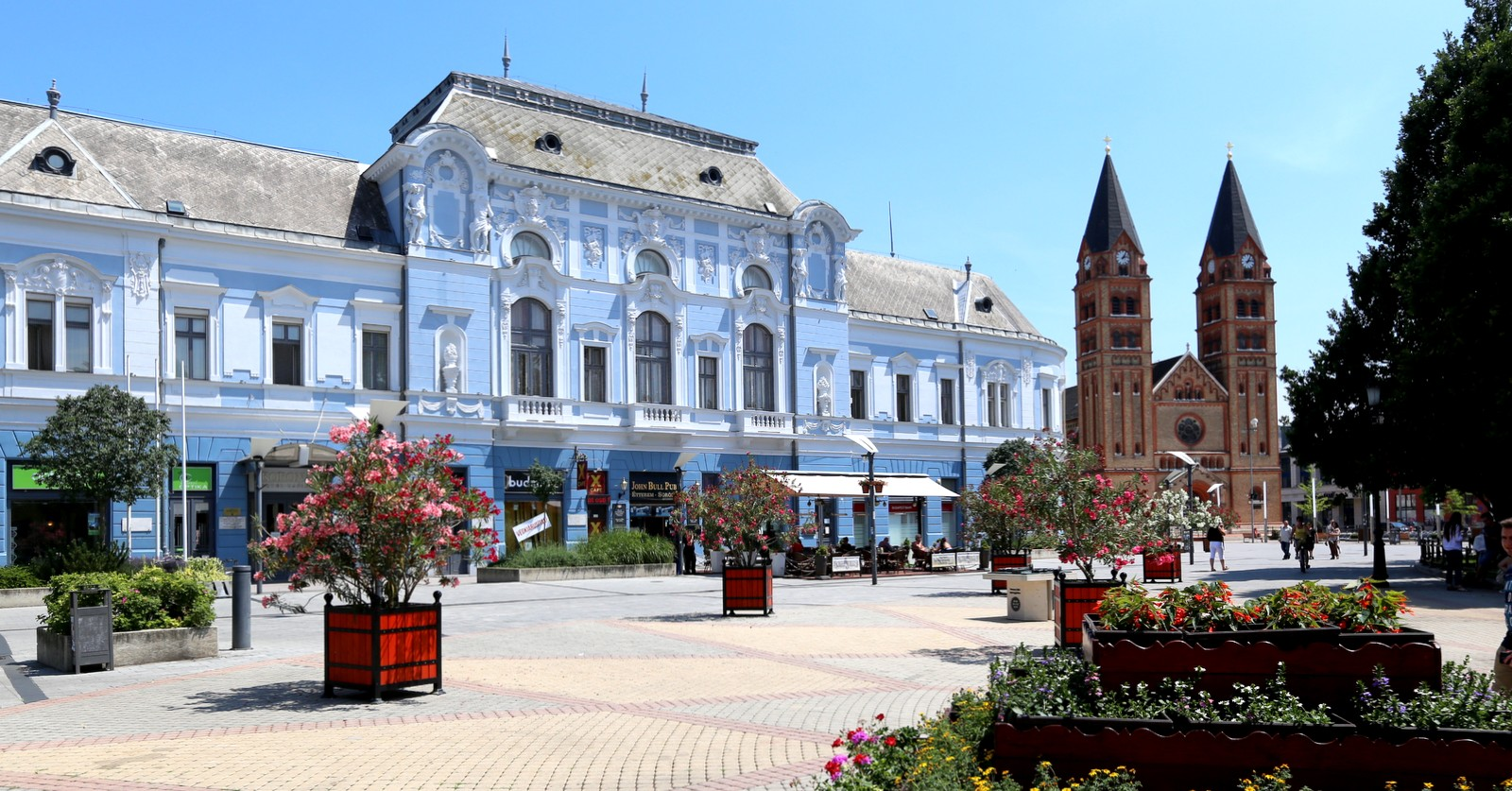
Korona Szálló
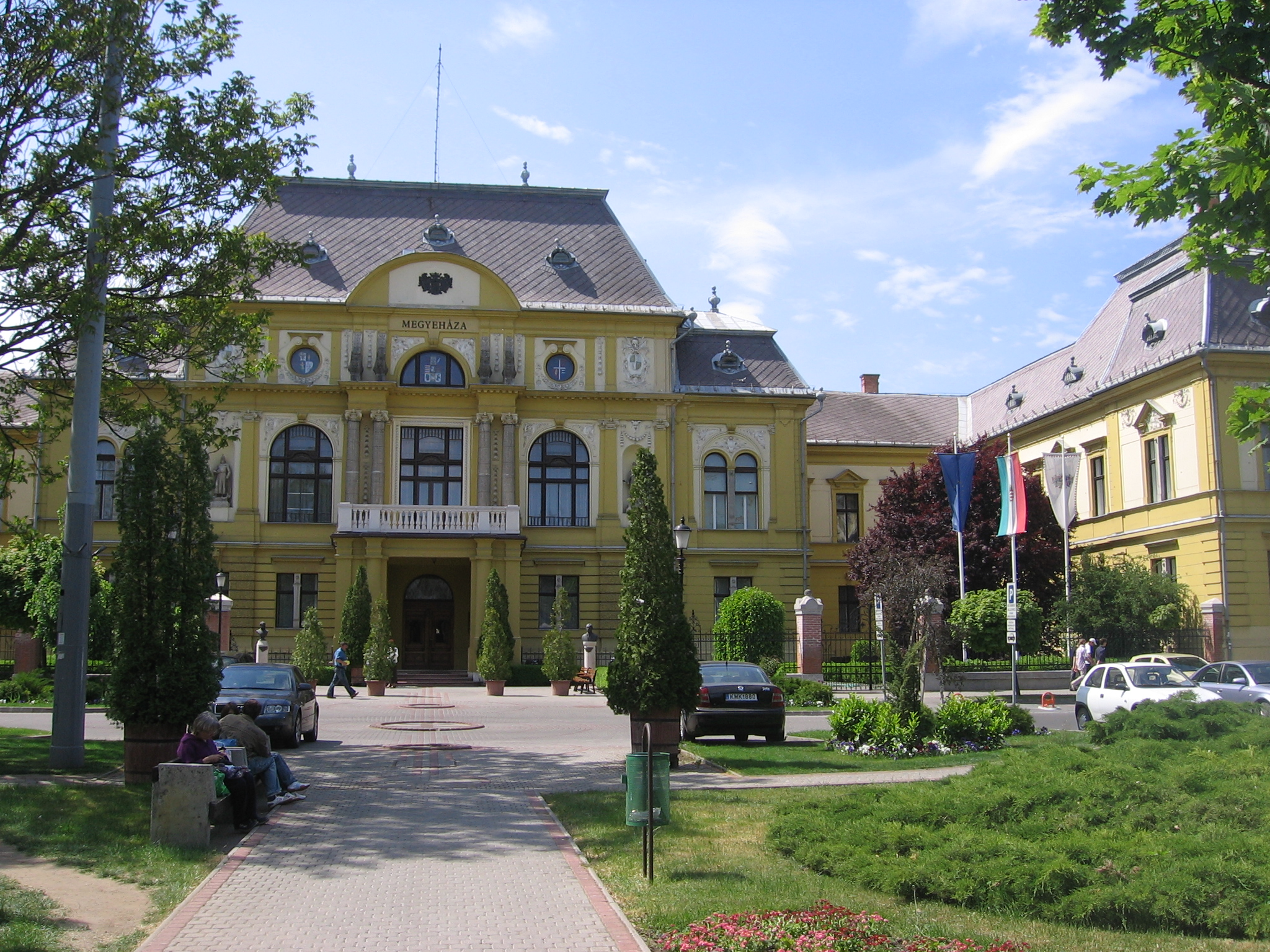
Megyeháza
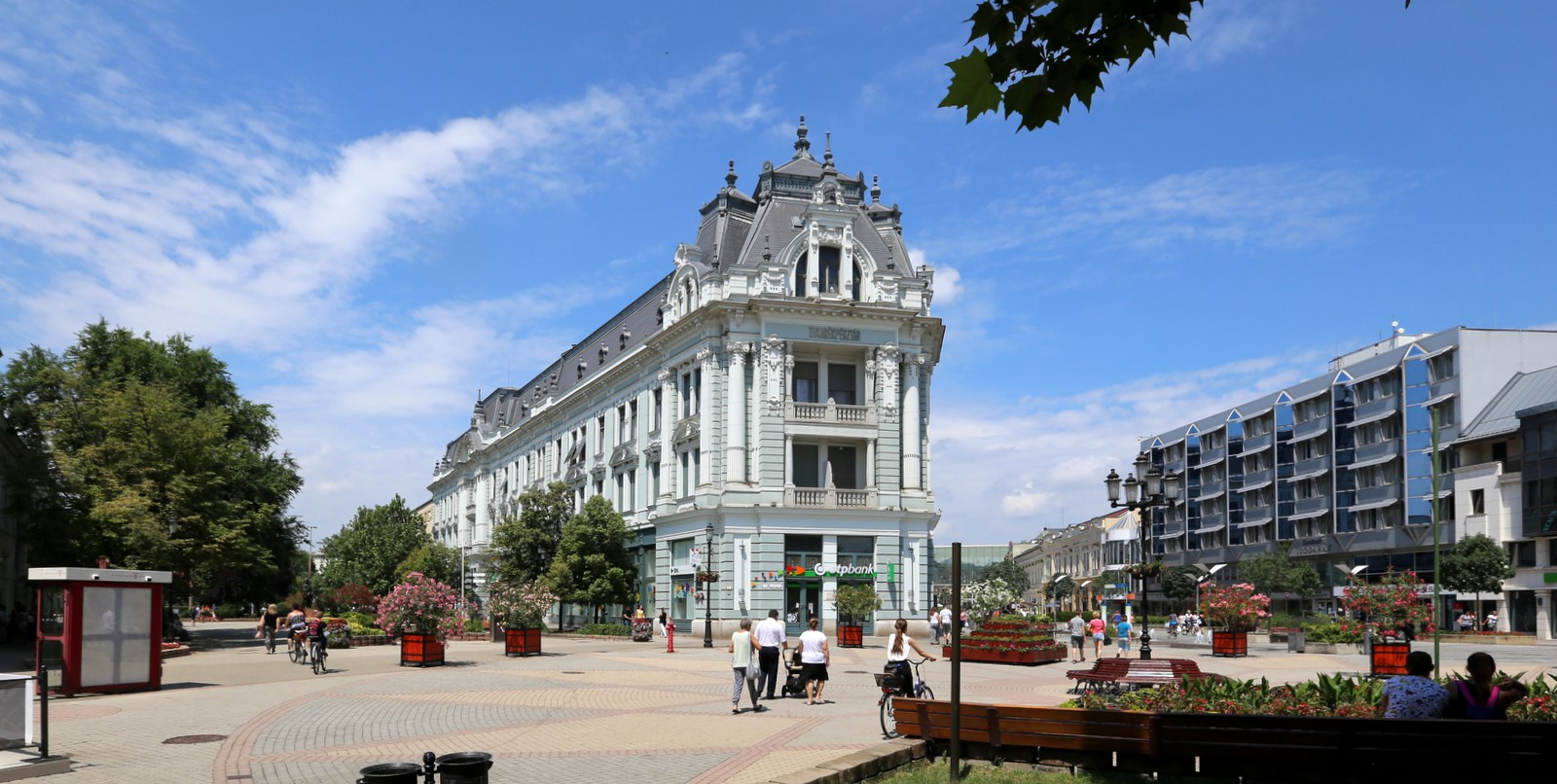
Takarékpalota (OTP)
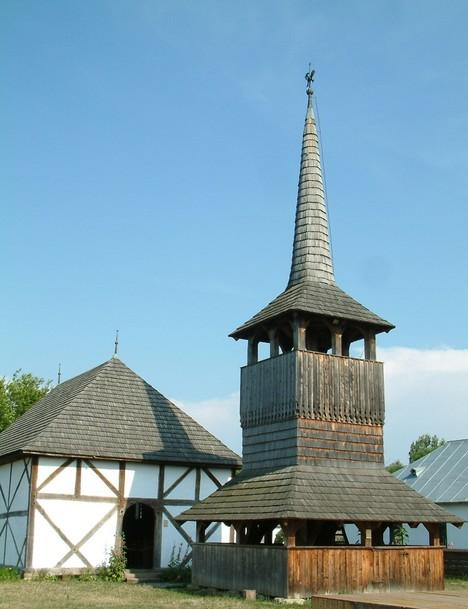
Falumúzeum

### Belváros
- Városháza (Kossuth tér)

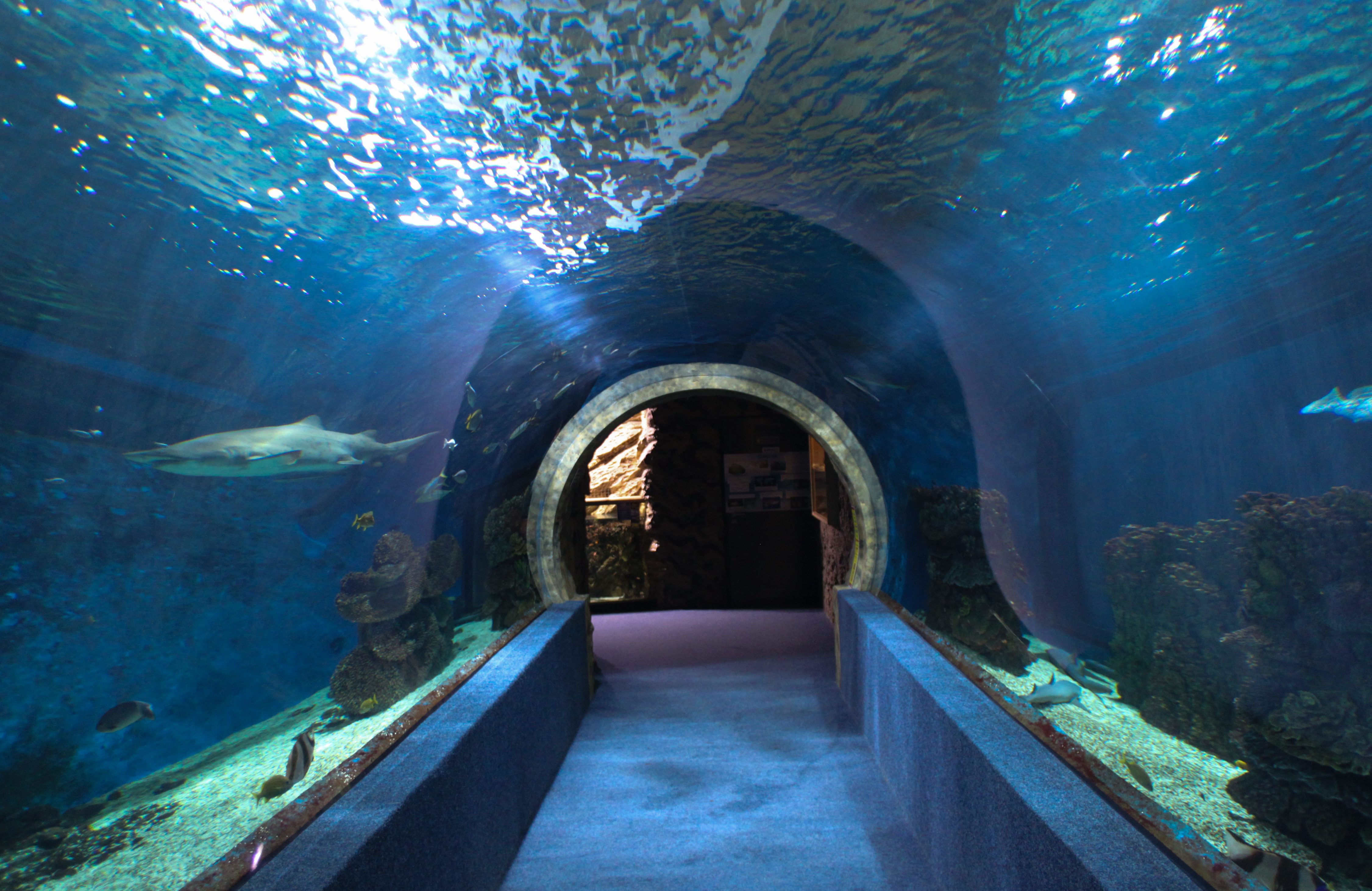
Az állatkert

- Korona Szálló és Casino (Dózsa György u): a város egyik patinás épülete.
- Megyeháza (Hősök tere): a magyar eklektika nagymestere, Alpár Ignác tervezte.
- Jósa András Múzeum (Benczúr tér): jelentős őskori és népvándorlás-kori leletekkel.
- Nyírvíz-Palota (Széchenyi u. 1.): emeletén a Kállay-gyűjtemény gazdag rendjel-, és kitüntetés-kollekciója.
- Városi Galéria (Selyem utca)
- Magyarok Nagyasszonya-társszékesegyház (Kossuth tér)
- Evangélikus templom (Luther tér): barokk stílusban épült, homlokzatán harangjátékkal.
- Református templom (Kálvin tér)
- Görög katolikus templom (Bethlen Gábor utca)
- Görög katolikus Egyházművészeti Gyűjtemény
- Szent Atanáz Görög katolikus Hittudományi Főiskola (Bethlen Gábor utca)
- Bizánci Kápolna és Egyházművészeti Gyűjtemény.
- Felső-Tiszavidéki Vízügyi Történeti Gyűjtemény
- Tuzson János Botanikus Kert (a Nyíregyházi Főiskola területén – Sóstói út)

### Sóstó
Sóstógyógyfürdő évszázadok óta kedvelt üdülőhely. 2000 m² területű park veszi körül a meleg, kb. 26 °C hőmérsékletű tavat. Az érintetlen természet hangulatát idéző Sóstófürdő, az üdülni és gyógyulni vágyók kedvelt pihenőhelye. Erdei környezetben található itt strand, csónakázótó, gyógyító hatású termálvíz, tavon kialakított szabadfürdő, parkok, gyönyörű épületek.
A Sóstói Állatpark (Nyíregyházi Állatpark), ahol az állatok többsége szabadon, ketrecek nélkül él, a világ minden kontinensének állatvilágát bemutatja. Akvárium és lepkeházzal, valamint a trópusi állatokat bemutató házzal is rendelkezik. Magyar parasztudvar is található a parkban, ez a régi gazdálkodók életét és háziállatait mutatja be. A panoptikum az emberiség fejlődéstörténetét mutatja be. A Zöld Piramisban megtekinthető többek között a komodói varánusz az (indonéziai sárkánygyík) és sok más trópusi állat (krokodil, különböző kígyó, illetve rovarfajok stb.). Ugyanitt nyitották meg az Óceánáriumot is, ahol hal illetve cápa fajok láthatók egy üvegalagúton keresztül.
A Sóstói Múzeumfalu a vármegye tájegységeinek népi építészetét, illetve életviszonyait mutatja be; 12 holdas területével az ország egyik legnagyobb szabadtéri néprajzi múzeuma.
Nyíregyháza-Sóstón áll a Lengyel Menekülttábor Emlékműve, amely Bíró Lajos szobrászművész alkotása, és amelyet 2002. októberében avattak.
Igrice mocsár: Az egykori nyírvíz lápok utolsó hírmondója a 70 hektáros védett területté nyilvánított Igrice mocsár.
Sóstói erdő: Zömében a Nyírerdő Zrt. által kezelt parkerdő, mely az itt őshonos homoki kocsányos tölgyesek maradványa. É-D irányban a Sóstói út és a Budapest-Záhony vasútvonal szeli ketté. Az így kialakult keleti erdőtömb a kirándulók kedvenc úti célja, itt található a Nyírerdő Zrt. által létrehozott szabadtéri színpad, játszótér, körszín, konditerem. A nyugati tömböt természeti kincsekben gazdagabb erdőállományok alkotják, számos védett élőlény otthona: magyar nőszirom, fekete gólya stb. Az erdő része a Natura 2000 hálózatnak. További információ: nyirerdo.hu oldalon.

### Fürdők
- Sóstói Parkfürdő: Sóstógyógyfürdőn.
- Júlia Fürdő: Nagy része fedett. A hűvösebb nyári napokon kiváló.
- Aquarius Élményfürdő: Nyíregyháza aquaparkja.
- Tófürdő: Sóstógyógyfürdőn.
- Sóstói Fürdőház: Sóstógyógyfürdőn

### Tavak
Horgászati lehetőségek Nyíregyházán:
- Császárszállás-oláhréti víztározó: Jellemző halak: ponty, amur, csuka, harcsa, süllő, kárász, keszegfélék
- Bujtosi-tó: Jellemző halak: ponty, amur, kárász, csuka, busa, compó, keszeg, fogassüllő, sügér, bodorka, razbora
- Orosi-tó: Jellemző halak: kárász, keszeg, ponty, busa, csuka, folyami harcsa, afrikai harcsa és compó (védett)
- Sóstói-tó
- Szatmári-tó: Jellemző halak: ponty, amur, süllő, csuka, harcsa, kárász, compó, más keszegfélék, afrikai harcsa
- Tüskevár Horgásztó
- Verba Tanya Horgásztó: Jellemző halak: tükör és pikkelyes ponty, amur, csuka, busa, balin, közötti dévér és kárász
- Erdélyi-tó (Oros)

## Városrészek
| - Alsópázsit - Belváros - Borbánya - Bujtos - Butyka - Császárszállás - Érkert - Felsőpázsit | - Felsősima - Hímes - Huszártelep - Jósaváros - Kertváros - Kőlapos - Korányi-kertváros - Malomkert - Nagyszállás | - Nyírjes - Nyírszőlős - Ókistelekiszőlő - Oros - Örökösföld - Rozsrétszőlő - Sóstógyógyfürdő - Sóstóhegy - Újkistelekiszőlő |

Az újranépesített Nyíregyháza területét 1759-ben négy részre, úgynevezett palétákra osztották: az északnyugati rész lett az Orosz, az északkeleti a Pazonyi, a délkeleti a Debreceni, a délnyugati a Szarvas paléta. Később ezeket kerületekké alakították, I-től IV-ig sorszámozva, az óramutató járása szerint. Bár közigazgatási funkciójuk ma már nincs, a belső városrészek utcanévtáblái továbbra is őrzik ezt a területi beosztást.

## Ipari területek
| - Déli Ipartelep - Nyugati Ipartelep - Ipari Park - Nyugati Ipari Park |

## Külterületi lakott helyek, tanyák
- Alsóbadúrbokor
- Antalbokor
- Bálintbokor
- Butykasor
- Butykatelep
- Cúgosrész
- Csernyikbokor
- Fűzesbokor
- Forgácstanya
- Mohosbokor
- Sulyánbokor
- Szelesbokor
- Markóbokor
- Debrőbokor
- Bedőbokor
- Halmosbokor
- Dankóbokor
- Jánosbokor
- Lóczibokor
- Ferencbokor
- Horvátbokor
- Gerhátbokor
- Görcsössor
- Ilonatanya
- Istvánbokor
- Jánosbokor
- Kazárbokor
- Kovácsbokor
- Lászlótanya
- Mandabokor I.
- Mandabokor II.
- Mátyásbokor
- Nádasbokor
- Nyíritanya
- Polyákbokor
- Rókabokor
- Rozsrétbokor
- Salamonbokor
- Szabadságbokor
- Benkőbokor
- Százkúttanya
- Szélsőbokor
- Újtelekbokor
- Újsortanya
- Vadastanya
- Vajdabokor
- Vargabokor
- Zomboribokor

## Oktatás

### Felsőfokú intézmények
- Nyíregyházi Egyetem
- Debreceni Egyetem Egészségügyi Kar
- Szent Atanáz Görögkatolikus Hittudományi Főiskola
- Görögkatolikus Papnevelő Intézet
- Gábor Dénes Főiskola

### Középfokú intézmények
- Nyíregyházi Waldorf Gimnázium
- Bánki Donát Műszaki Középiskola
- Bencs László Szakiskola és Általános Iskola
- Bethlen Gábor Gimnázium, Általános Iskola, Óvoda és Alapfokú Művészeti Iskola
- Inczédy György Szakközépiskola és Szakiskola
- Nyíregyházi Evangélikus Kossuth Lajos Gimnázium
- Nyíregyházi Kölcsey Ferenc Gimnázium
- Krúdy Gyula Gimnázium
- Leonardo Média Akadémia Szakképző Iskola és Gimnázium
- Lippai János Mezőgazdasági Szakközépiskola
- Nyíregyházi Arany János Gimnázium, Általános Iskola és Kollégium
- Nyíregyházi Művészeti Szakközépiskola
- Nyíregyházi Ridens Szakgimnázium, Szakközépiskola, Szakiskola, Készségfejlesztő Iskola és Kollégium
- Eötvös József Gyakorló Általános Iskola és Gimnázium
- Sipkai Barna Kereskedelmi, Vendéglátói, Idegenforgalmi Szakközépiskola És Szakiskola
- Szent Imre Katolikus Gimnázium, Általános Iskola, Kollégium és Óvoda (Nyíregyháza)
- Szent Miklós Görögkatolikus Gimnázium és Kollégium
- Széchenyi István Közgazdasági, Informatikai Szakközépiskola és Kollégium
- Vásárhelyi Pál Technikum (ÉVISZ)
- Vasvári Pál Gimnázium
- Wesselényi Miklós Szakközépiskola és Szakiskola
- Westsik Vilmos Élelmiszeripari Szakközépiskola és Szakiskola
- Zay Anna Gimnázium és Egészségügyi Szakközépiskola
- Zrínyi Ilona Gimnázium

### Alapfokú intézmények
- 13.sz Általános Iskola
- Benczúr Gyula Általános Iskola
- Bem József Általános Iskola
- Bethlen Gábor Gimnázium, Általános Iskola, Óvoda és Alapfokú Művészeti Iskola
- Gárdonyi Géza Általános iskola
- Göllesz Viktor Speciális Szakiskola, Általános Iskola és Egységes Gyógypedagógiai Módszertani Intézmény
- Herman Ottó Általános Iskola – Oros
- Hunyadi Mátyás Általános Iskola
- Jókai Mór Református Általános Iskola
- Kazinczy Ferenc Általános Iskola
- Kodály Zoltán Általános Iskola
- Kertvárosi Általános Iskola
- Móra Ferenc Általános Iskola
- Móricz Zsigmond Általános Iskola
- Nyíregyházi Apáczai Csere János Általános Iskola és AMI
- Petőfi Sándor Általános Iskola
- Szabó L. Általános Iskola
- Szent Miklós Görögkatolikus Általános Iskola
- Szőlőskerti Általános Iskola – Nyírszőlős
- Túróczy Zoltán Evangélikus Angol Két Tanítási Nyelvű Általános Iskola és Óvoda
- Váci Mihály Általános Iskola
- Vécsey Károly Általános Iskola
- Zelk Zoltán Általános Angol-Német Kéttannyelvű Iskola
- Vikár Sándor Zenei Alapfokú Művészeti Iskola
- Nevelési Tanácsadó
- Eötvös József Gyakorló Általános Iskola és Gimnázium

## Kultúra

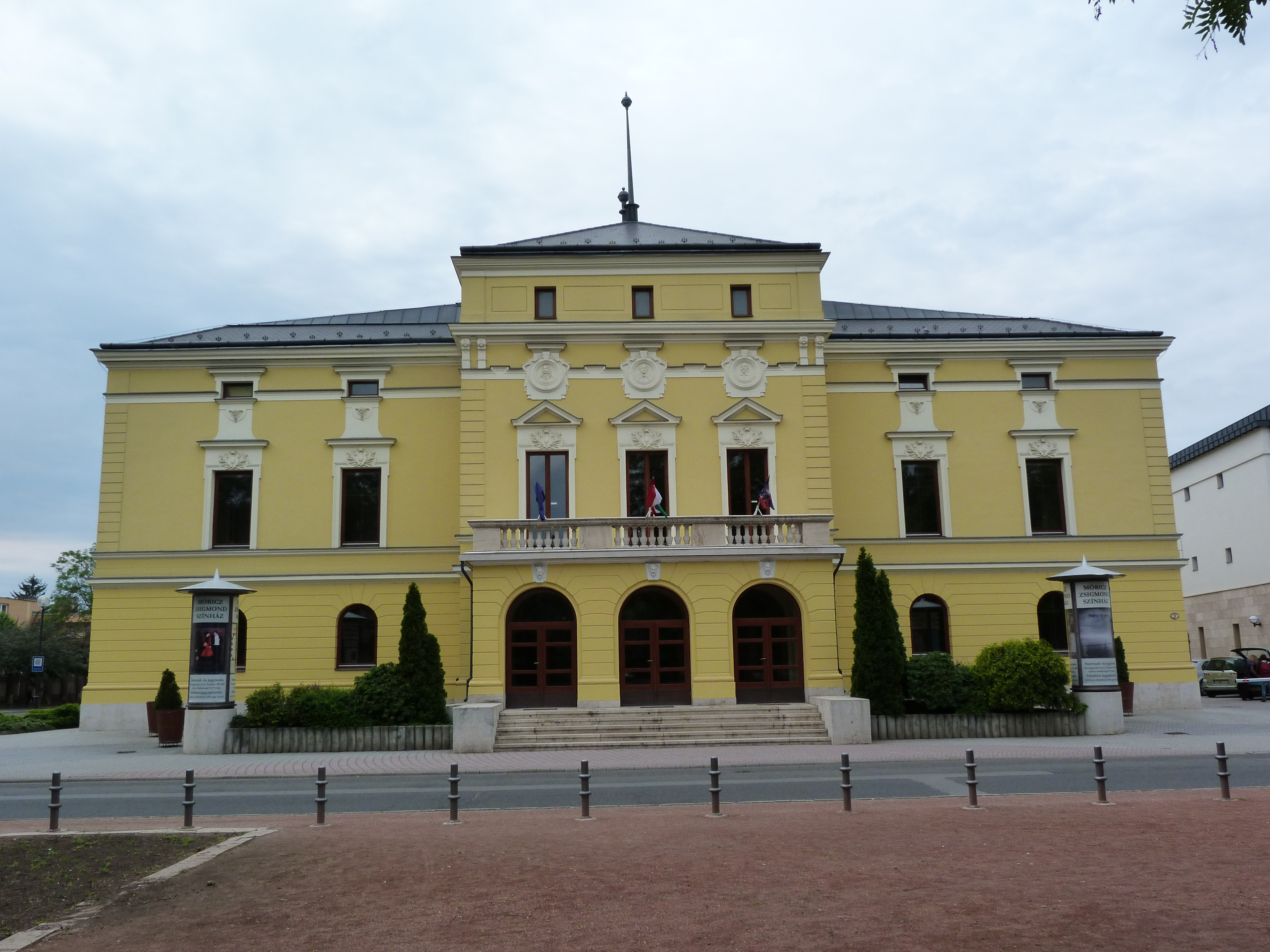
Móricz Zsigmond Színház

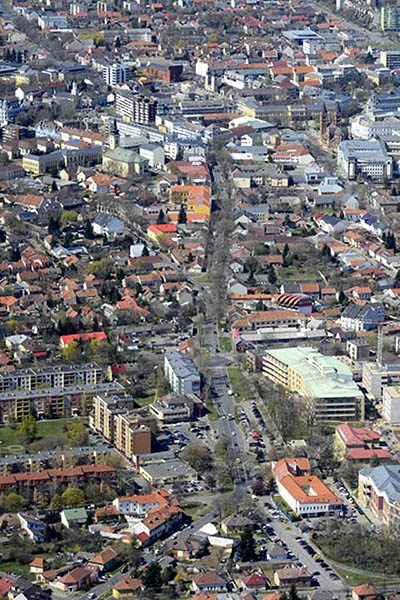
Légi fotó

### Intézmények
- Móricz Zsigmond Színház: Épült Alpár Ignác tervei szerint 1894-ben, társulata van 1981 óta
- Jósa András Múzeum; alapítva 1868-ban, alapítója nevét 1918-tól viseli
- Váci Mihály Kulturális Központ: épült 1981-ben (Váci Mihály Városi Művelődési Központ néven), jogelődje 1974-től működött
- Móricz Zsigmond Megyei és Városi Könyvtár: alapítva 1952. november 22-én a Nyíregyházi Körzeti és a Városi Könyvtár egyesítésével, jogelődje az 1898-ban alapított Szabolcs Vármegyei Törvényhatósági Könyvtár
- Magyar Nemzeti Levéltár – Szabolcs-Szatmár-Bereg Megyei Levéltár: alapítva 1950-ben Nyíregyházi Állami Levéltár néven, a korábbi vármegyei levéltárak egyesítésével. 1968-ban Szabolcs-Szatmár megye, 1989-ben Szabolcs-Szatmár-Bereg megye levéltára lett.
- VOKE Vasutas Művelődési Ház és Könyvtár – alapítva 1916-ban. Olyan közösségi tér, ahol az oktatás, a művészeti nevelés együttesen segíti az egész életen át tartó tanulást, kiemelt figyelemmel a hátrányos helyzetű csoportokra. Akadálymentesített és Baba-barát Terület.

### Rendezvények
- Vidor Fesztivál, vagyis a Vidámság és Derű Országos Seregszemléje, amely az ország egyik legnagyobb színházi és szabadtéri fesztiválja – minden év augusztus-szeptemberében
- Nyírségi ősz 2003-ig minden év szeptember 2. hetében megrendezésre került gyümölcsfesztivál
- Gyümölcskarnevál 2003-ig minden szeptember 1. szombatján megrendezésre került karnevál, melyen gyümölcskocsik vonulnak végig a városon.
- Kóstoljuk meg Magyarországot a nyíregyházi múzeumfaluban minden szeptember 3. szombatján és vasárnapján megrendezésre kerülő fesztivál, amelyen ételeket lehet kóstolni Magyarországról, és a környező országokból.
- Cantemus Fesztivál, a kétévente megrendezésre kerülő fesztiválra számos országból érkeznek kórusok, hogy népszerűsítsék a kórusmuzsikát. A fesztivál során rengeteg hangverseny és egyéb rendezvény szórakoztatja az ide látogatókat. Központja a Kodály Zoltán Általános Iskola.
- Helló Nyíregyháza!
- Szelektív Szombat
- Tirpák Fesztivál

## Vallások, egyházak

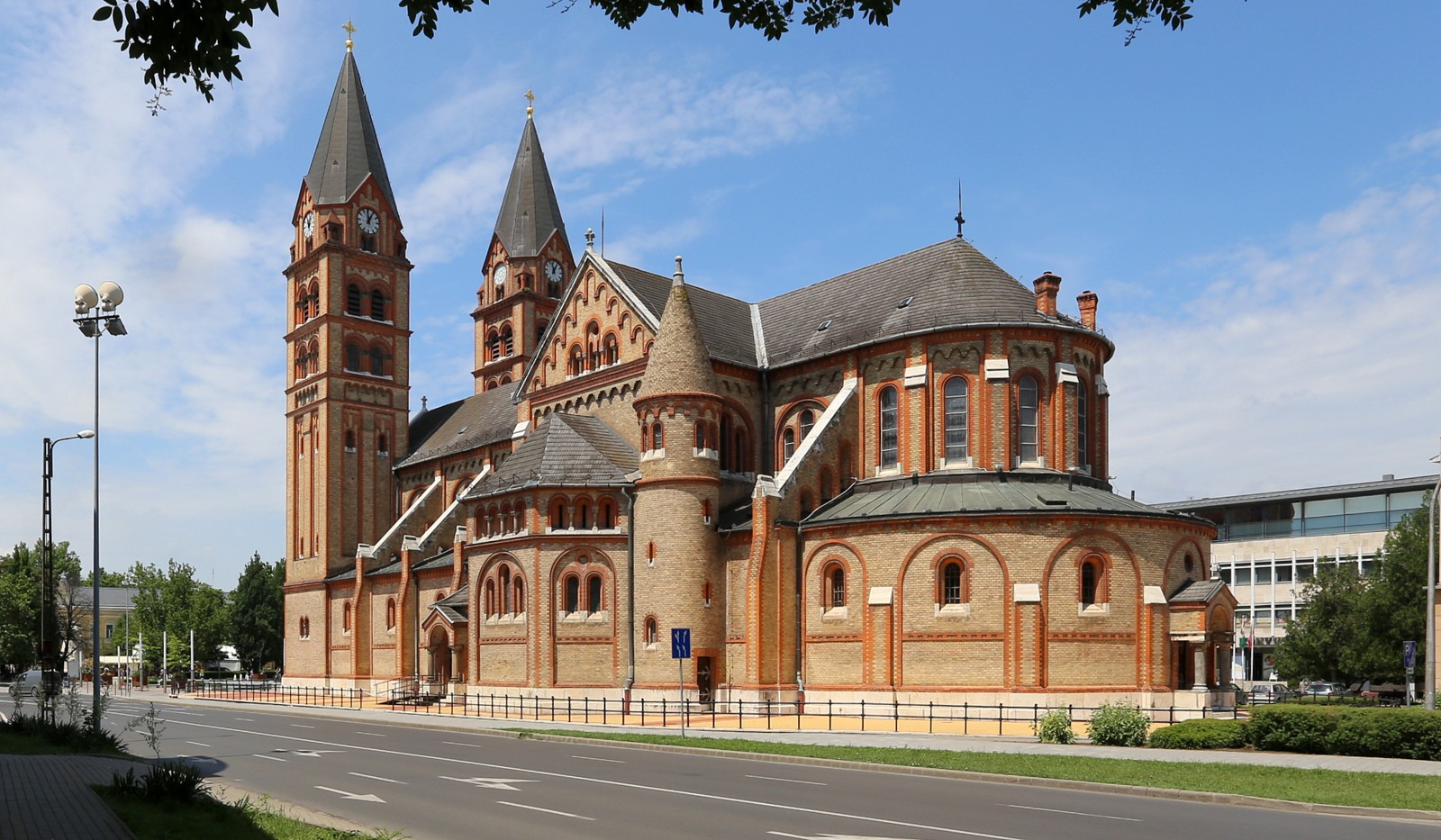
Magyarok Nagyasszonya-társszékesegyház

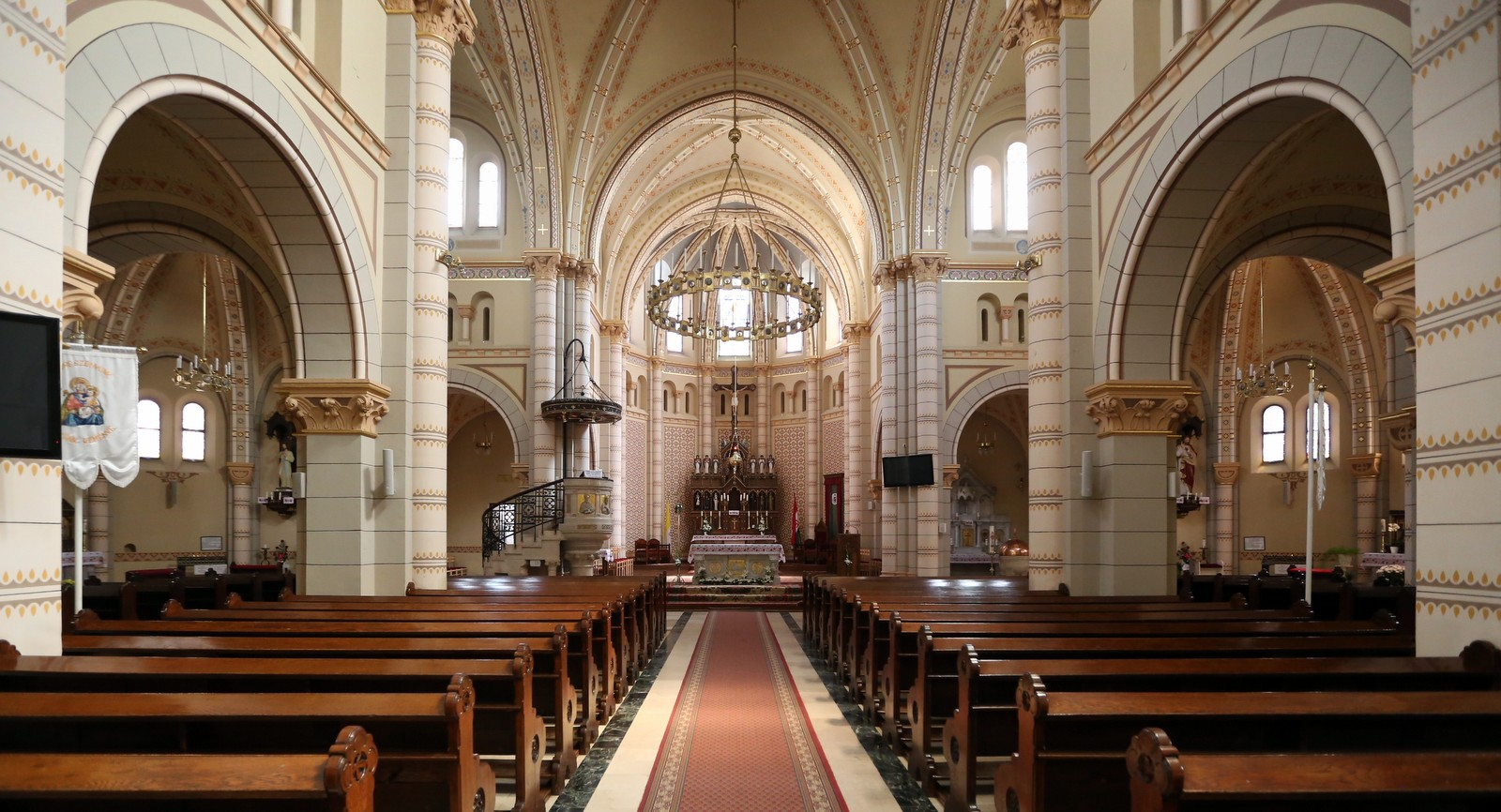
Magyarok Nagyasszonya-társszékesegyház

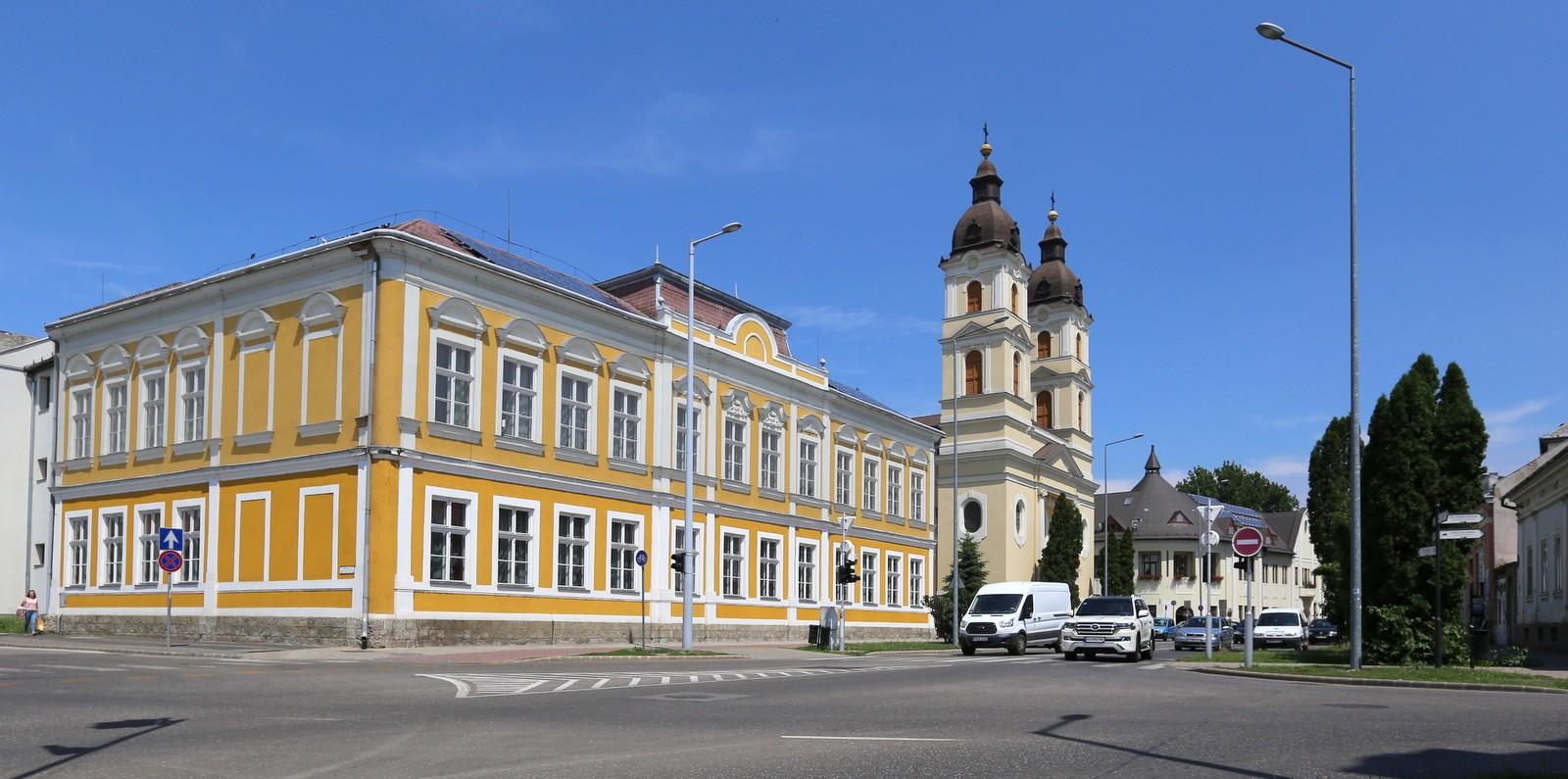
Szent Miklós Görögkatolikus Székesegyház, tőle balra a Szent Miklós Gimnázium

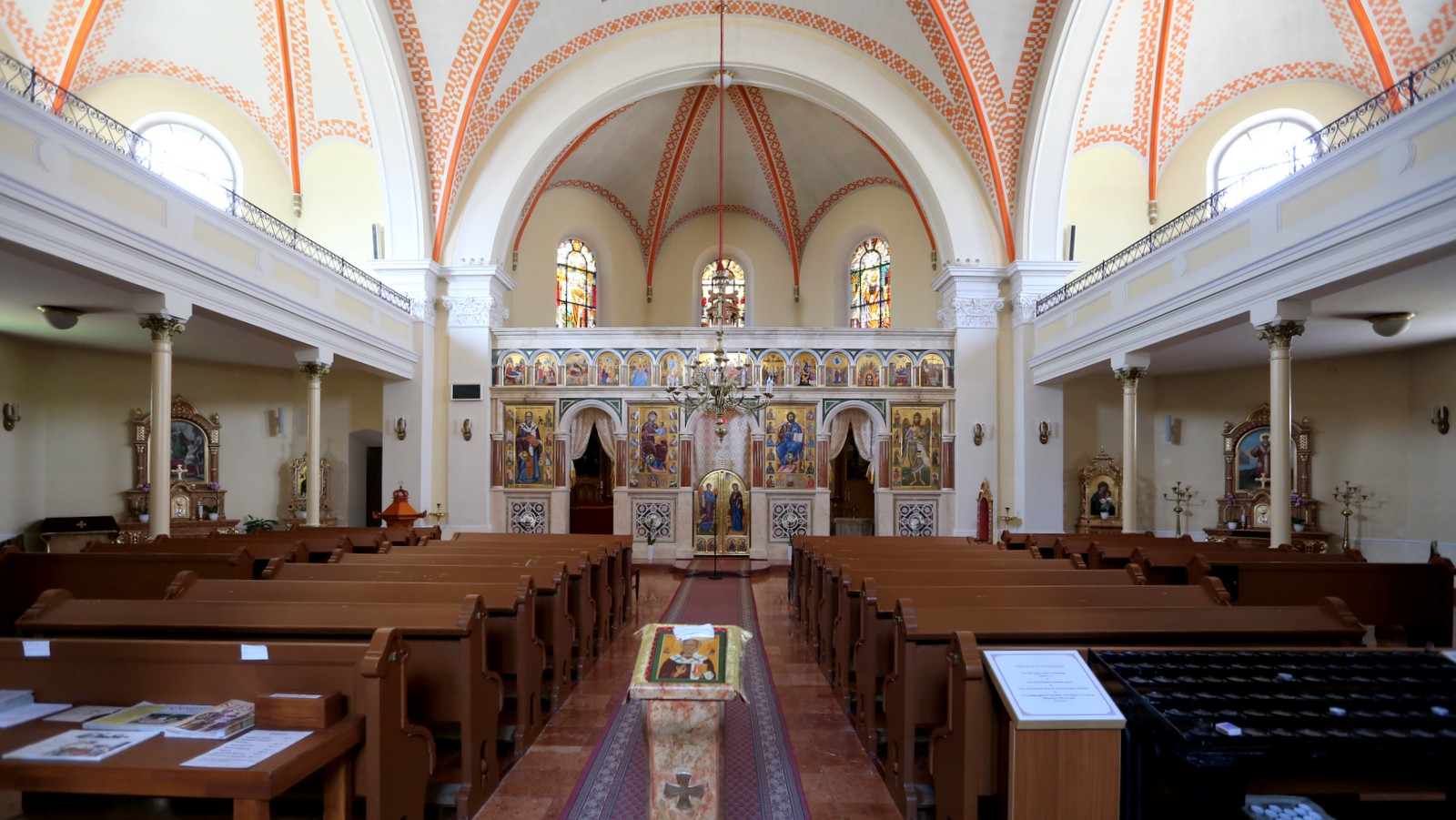
Szent Miklós Görögkatolikus Székesegyház

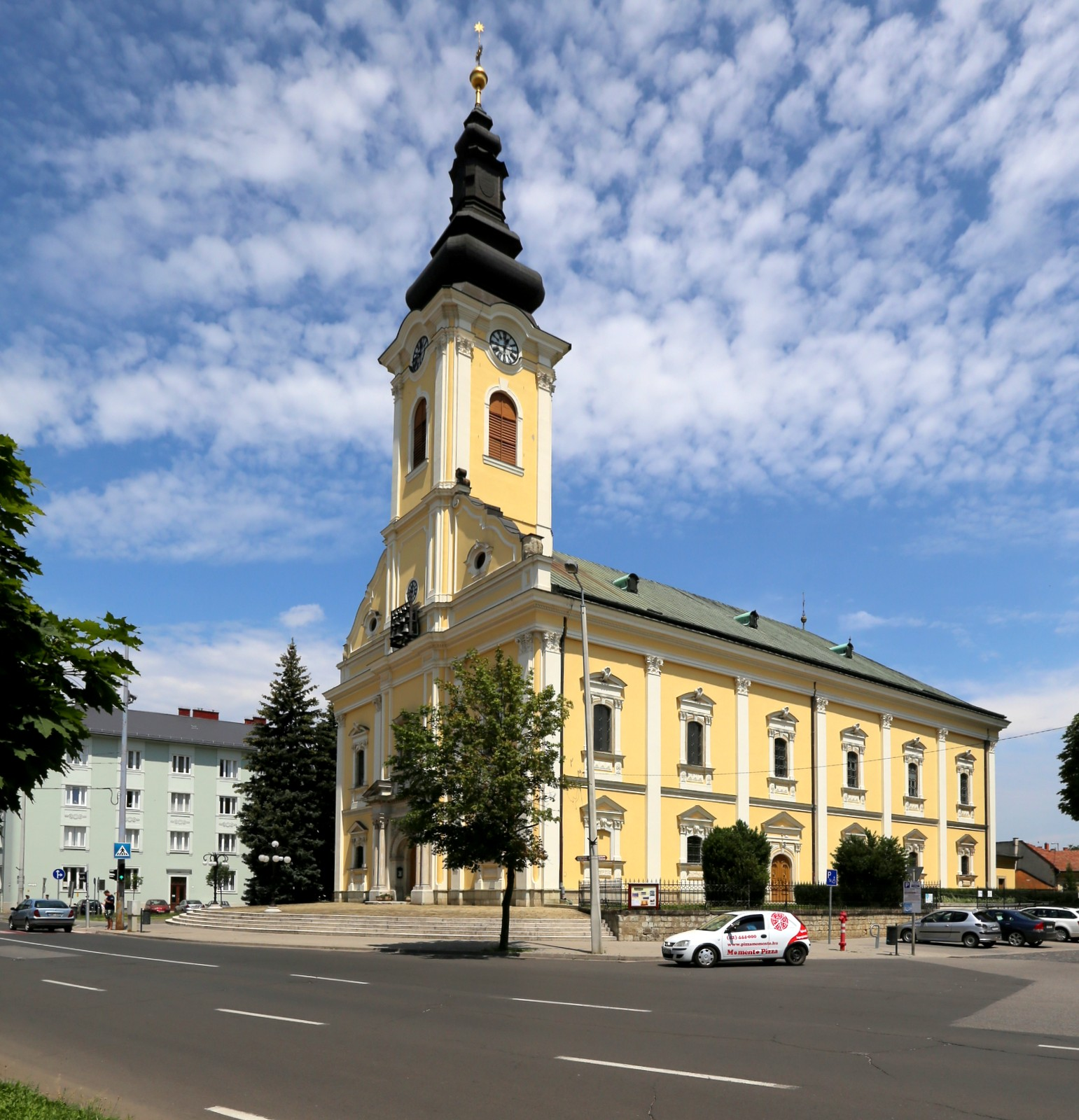
Evangélikus templom

- római katolikus – A 2011-es népszámlálás során 25 132 fő, a lakosság 20,1%-a vallotta magát a felekezethez tartozónak (2001-hez képest 8365 fős csökkenés). A város a Debrecen-Nyíregyházi egyházmegye társszékhelye. Templomok a városban: Magyarok Nagyasszonya-társszékesegyház, Szent Antal-templom, Kertvárosi Fatimai Szűz templom, Örökösföld lakótelepi Isteni irgalmasság templom, Kamilliánus rendházi Szent László-templom (Borbánya), Szent István király templom (Nyírszőlős), Sóstói Szent József-templom (Sóstóhegy), Szent Kereszt templom (Oros), Jósa András Kórház Szent Lázár-kórházkápolnája és Sóstói úti misézőhelye. Az egyház által fenntartott iskola a Szent Imre Katolikus Gimnázium, Általános Iskola és Kollégium, amelynek tagóvodája is van.

- görögkatolikus – A 2011-es népszámlálás során 12 742 fő, a lakosság 10,6%-a vallotta magát a felekezethez tartozónak (2001-hez képest 6303 fős csökkenés). A város a 2015-ig egyetlen magyarországi görögkatolikus püspökség, a Hajdúdorogi főegyházmegye tényleges székhelye volt, 2015 óta az újonnan létrejött Nyíregyházi egyházmegye székhelye. A székesegyház a Szent Miklós görögkatolikus székesegyház, további templomok a városban: Jósavárosi görögkatolikus templom, Nyíregyháza-Örökösföldi Szentháromság görögkatolikus templom, Nyíregyháza-Borbányai Istenszülő templomba vezetése, Rókahegyi Szent István-kápolna (Sóstóhegy), Nyírszőlősi Istenszülő születése görögkatolikus templom, Nyíregyháza-Orosi Istenszülő oltalma görögkatolikus templom, rozsrétszőlősi görögkatolikus imaház. Itt található az ország egyetlen görögkatolikus felsőoktatási intézménye, a Szent Atanáz Görögkatolikus Hittudományi Főiskola. További egyházi oktatási intézmények: Szent Miklós Görögkatolikus Óvoda, Általános Iskola és Gimnázium, Sója Miklós Görögkatolikus Óvoda és Általános Iskola (Huszártelep).

- református – A 2011-es népszámlálás során 19 662 fő, a lakosság 16,4%-a vallotta magát a felekezethez tartozónak (2001-hez képest 5956 fős csökkenés). A város a Tiszántúli református egyházkerülethez tartozik. Templomok a városban: Nyíregyháza-Városi Református Egyházközség temploma, Nyíregyháza-Kertvárosi Református Egyházközség temploma, Nyíregyháza-Sóstói Református Egyházközség temploma, Orosi Református Egyházközség temploma. Az egyház által fenntartott intézmények: Jókai Mór Református Általános Iskola, Magdaléneum – Fogyatékosok Református Ápoló, Gondozó Otthona, Mustármag Bölcsőde, Kálvineum Idősek Otthona.
- evangélikus – A 2011-es népszámlálás során 8391 fő, a lakosság 7%-a vallotta magát a felekezethez tartozónak (2001-hez képest 3970 fős csökkenés). A város a Hajdú-Szabolcsi egyházmegye székhelye, elsősorban a Nyíregyházát a 18. században újranépesítő tirpákok miatt vannak itt jelentős hagyományai az egyháznak. Az 1947-es magyar–szlovák lakosságcsere nagymértékben hozzájárult a hívek számának csökkenéséhez. A felekezet legrégibb és legnagyobb itteni temploma a Nyíregyházi Evangélikus Egyházközség Nagytemplom, további templomok: Evangélikus Kistemplom, Nyíregyháza-Kertvárosi Ágostai Hitvallási Evangélikus Egyházközség gyülekezeti háza, Nyíregyházi Evangélikus Egyházközség III. körzet borbányai temploma, Rozsrétszőlősi Betlehem Evangélikus gyülekezeti háza, Nyírszőlősi Evangélikus Egyházközség temploma. A Nyíregyházi Főiskolán a budapesti Evangélikus Hittudományi Egyetemmel együttműködve hittanárképzés is folyik. Az egyház által fenntartott oktatási intézmények: Nyíregyházi Evangélikus Kossuth Lajos Gimnázium, Túróczy Zoltán Evangélikus Angol Két Tanítási Nyelvű Általános Iskola és Óvoda. Az egyház intézménye az EMMAUS Evangélikus Szeretetotthon és Egyházközség is.
- ortodox – A 2011-es népszámlálás során 127 fő vallotta magát a felekezethez tartozónak, ez a mennyiség százalékban kimutathatatlan. Templomként a Szent György nagyvértanú ortodox kápolna szolgál. A Magyar Ortodox Egyházmegye alá tartozik.
- izraelita – A hívek száma a holokauszt miatt nagy mértékben lecsökkent: 1944 nyarán a magyar hatóságok – pontos feljegyzések alapján – 4753 zsidót deportáltak Nyíregyházáról (csecsemőket, gyerekeket, nőket, férfiakat, időseket), akiknek többségét a nácik Auschwitzban gyilkolták meg. A 2011-es népszámlálás során 68 fő vallotta magát a felekezethez tartozónak, százalékban kimutathatatlan (a 2001-es adatokhoz képest 14 fővel több). A Nyíregyházi Zsidó Hitközség zsinagógával rendelkezik.
- Egyéb felekezethez tartozónak a 2011-es népszámláláson 2021 fő, a lakosság 1,7%-a vallotta magát (2001-hez képest 788 fővel többen).
  - baptista
  - metodista
  - Magyarországi Evangéliumi Testvérközösség
  - Hit Gyülekezete – létesítményei a Nyír Hit Ház és a Hepicentrum.
- A 2011-es népszámláláson a magát vallási közösséghez nem tartozónak vallók száma 16 143 fő (13,5%), ateistának 1297 fő (1,1%) vallotta magát, a nem válaszolók száma 34 115 fő (28,5%) volt (2001-ben 14 866 fő vallotta, hogy nem tartozik egyházhoz, 11 523 fő nem kívánt válaszolni, tehát mindkét szám növekedett, főleg utóbbi).

## Temetők[43]
Nyíregyháza, megyei jogú városnak jelenleg 9 temetője van. Ezek pedig a következők:
- Északi Temető (Morgó) – Pazonyi tér 5.
- Sóstóhegyi Temető – Temető utca 3.
- Orosi Temető – Magyar utca 117.
- Orosi „református” II. Temető – Magyar utca 82.
- Borbányai Temető – Béke utca
- Nagyszállási Temető – Arató utca 11.
- Hősök Temetője – Dugonics utca 12.
- Izraelita Temető – Kótaji u. 5.
- Nyírszőlősi Temető – Sugár utca 138.

Kijelölt temetkezési hely még a Jósavárosi görög katolikus templom urnatemetője.

## Helytörténeti kiadványok
A Nyíregyházi Városvédő Egyesület rendszeresen ad ki helytörténeti kiadványokat. Mesélő Nyíregyháza címmel városvédő füzeteket jelentet meg.

## Média

### Tévéstúdiók
- Nyíregyházi TV – városi televíziócsatorna
- Kölcsey TV – megyei televíziócsatorna

### Rádióállomások
- 103.9 Best FM – kereskedelmi rádióadó
- Sunshine FM 99,4 MHz – kereskedelmi rádióadó
- Rádió 1 – Nyíregyháza – FM 91,1 MHz Archiválva 2021. július 28-i dátummal a Wayback Machine-ben – kereskedelmi rádióadó
- Európa Rádió 100,5 MHz – közösségi rádióadó
- Mustár FM 89,6 MHz – kisközösségi rádióadó
- Karc FM 102,6 MHz – közösségi rádióadó

#### Korábbi rádióállomás
- Retro Rádió (2006-2018) – 103,9 MHz

### Hírportálok, és újságok

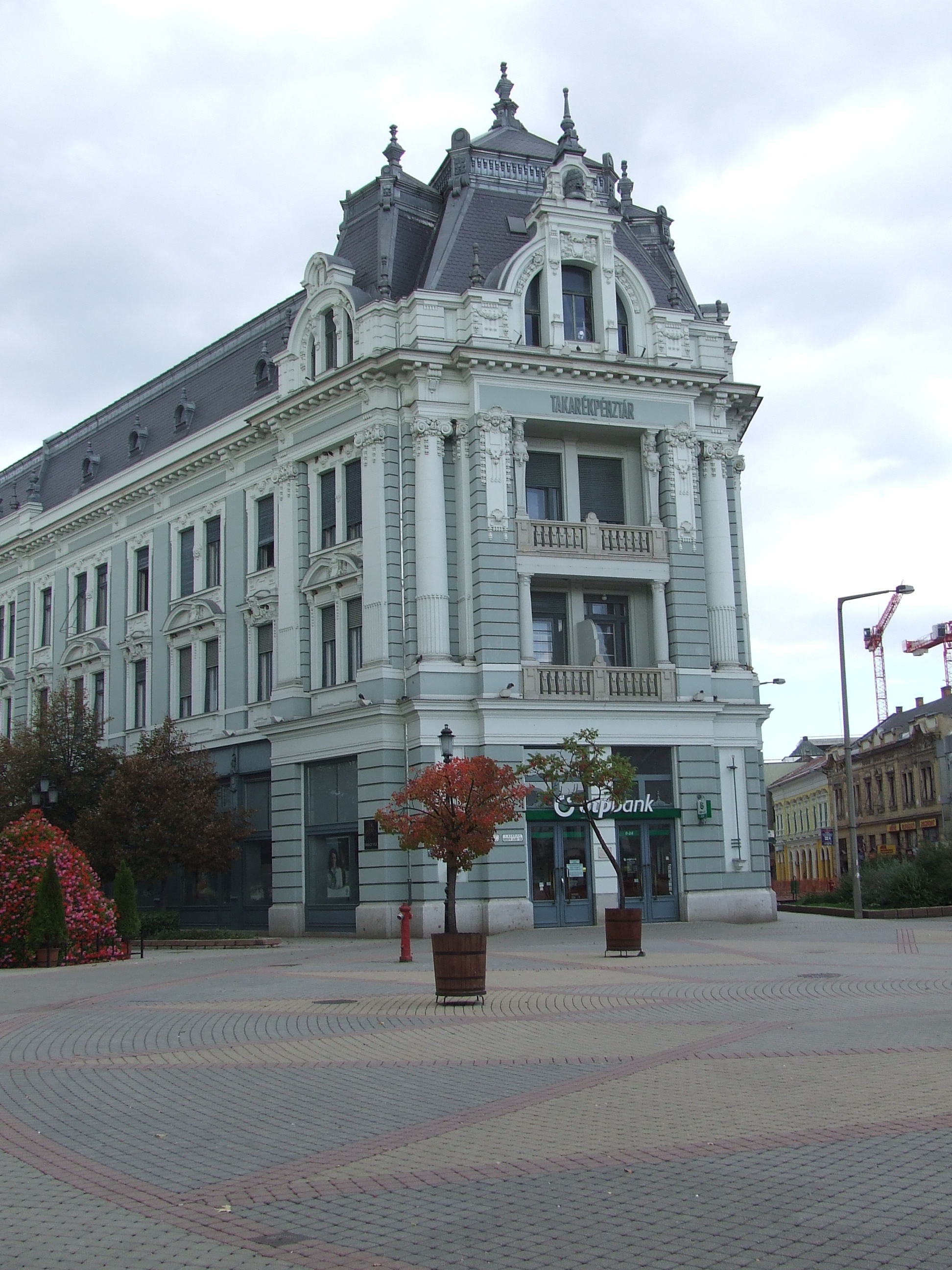
A Takarékpalota épülete

- Kelet-Magyarország – független megyei napilap
- Nyíregyházi Napló – ingyenes önkormányzati hetilap
- Szabolcs Online – megyei hírportál
- Nyíregyháza Online – hírportál
- Műsorkalauz – ingyenes kulturális programmagazin havilap
- NyírHír – hírportál
- Nyírséghír – hírportál
- Nyirpress.hu – hírportál

## Sportélete

### Sportegyesületek
- Nyíregyháza Spartacus FC (labdarúgás)
- Blue Sharks Nyíregyháza (férfi kosárlabda)
- Nyíregyházi Sportcentrum (utánpótlás)
- FATUM-Nyíregyháza (női röplabda)
- Aqua SE (vízilabda)
- NYVSC (atlétika, ökölvívás, súlyemelés, tájfutás, tollaslabda, úszás, vívás)
- NYVTC (tenisz)
- Nyíregyháza Tigers AFC (amerikaifutball)
- Nyíregyházi Teke Klub (teke)
- Szabolcsi Sólymok (jégkorong)
- Nyíregyházi Polgári Lövész Egyesület (sportlövészet)
- Spartacus Torna Club (torna)
- Nyíregyházi Főiskola SE (atlétika, férfi és női kézilabda, férfi és női kosárlabda, női röplabda, lovassport, természetjárás, torna, úszás)
- Spirit SE (a Spirit Sport Egyesület egy harcművészet (Északi Hét Csillag Imádkozó Sáska Kung-fu, I Chuan, Tai Chi) és MediBall oktatásával foglalkozó egyesület)
- Nyíregyházi Eskrima és Chikung Egyesület (Eskrima, Zhineng Chikung)
- ALBATROSZ Vitorlázórepülő Egyesület (vitorlázórepülés)

### Létesítmények
- Városi Stadion
- Continental Aréna (korábban Bujtosi Szabadidő Csarnok)
- Nyíregyházi Egyetem – Testnevelési és Sporttudományi Intézet létesítményei: tornacsarnok, atlétikai csarnok és szabadtéri pálya, fedett uszoda (25 m, 5 sáv), aerobikterem, fitneszterem, lovarda, kézilabdapályák, streetballpálya, teniszpálya
- Nyíregyházi Atlétikai Centrum[44]
- Eismann Városi Uszoda[45]
- Városi Jégpálya[46]
- Volán-sporttelep
- a volt Mezőgazdasági Főiskola labdarúgópályája
- örökösföldi műfüves labdarúgópálya
- orosi labdarúgópálya
- Polgári Lőtér (Stadion u. 7.)

## Közlekedés

### Közúti közlekedés

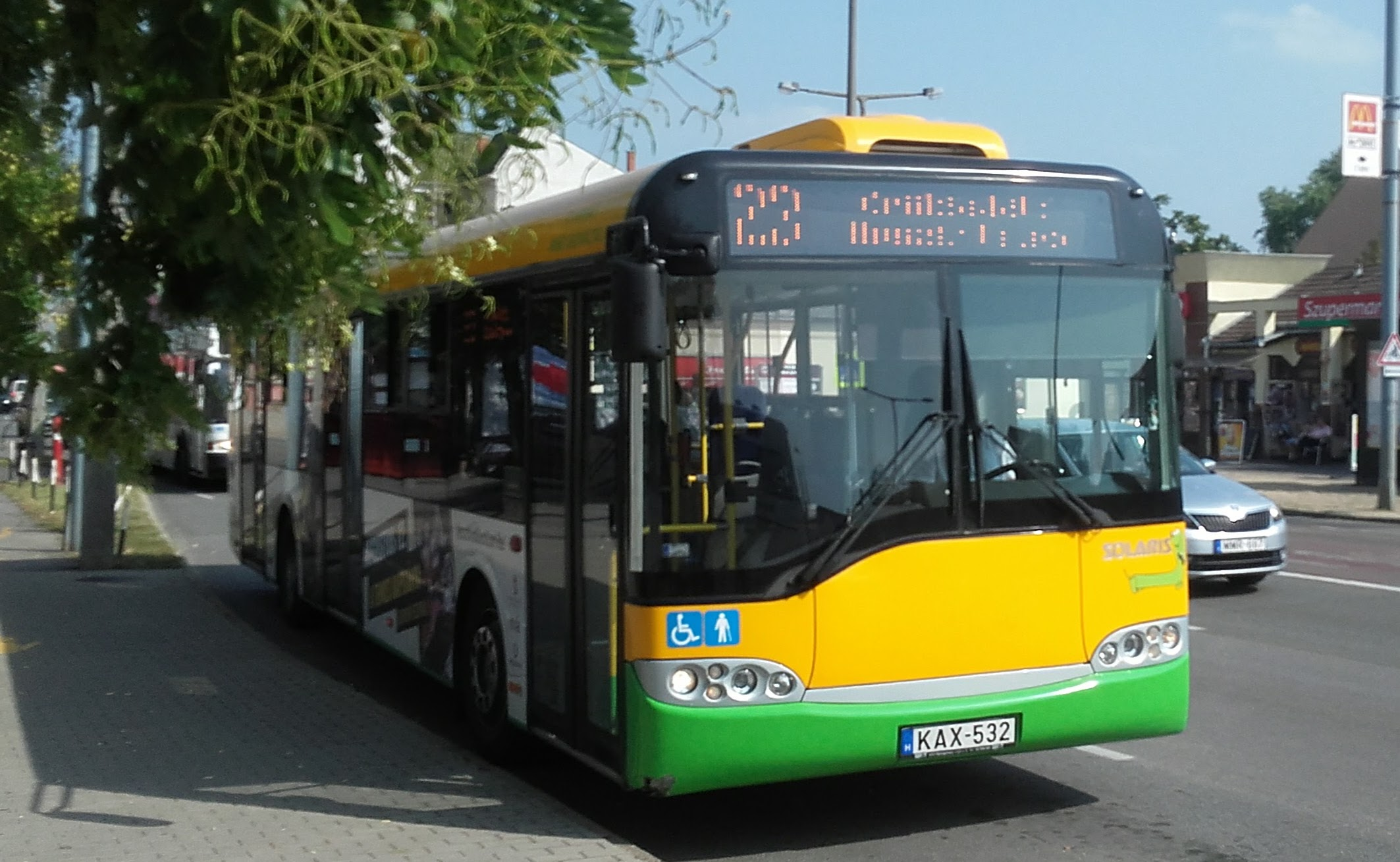
Solaris Urbino a 23-as vonalon

Az országos közúti forgalmat az ország fővárosa, Budapest felé az M3-as autópálya, továbbá négy országos főút (4-es, a 36-os, a 38-as, a 41-es főutak) és az alsóbbrendű állami utak, pedig az ország más városai, valamint Szabolcs-Szatmár-Bereg vármegye települései felé biztosítanak összeköttetést. A régió jelentős városai és az ország nagyobb települései felé a Volánbusz indít távolsági járatokat.
Nyíregyháza közúthálózatára – a város csomópont jellege miatt – nagy terhelés hárul. A belvárost egy 2X2 sávos „nagykörút” veszi körül, a szűk városközpontot pedig a „kiskörút” határolja, aminek az északi, a keleti és a déli része már elkészült. A várost nemrégiben elérő M3-as autópálya remélhetőleg csökkenteni fogja a belvároson átmenő utak forgalmát, terhelését. Az autópálya átadásával egy időben átadták a keleti elkerülő utat (403-as főút) ami lehetőséget ad arra, hogy Budapest felől, Záhony felé közlekedők elkerülhessék a várost, illetve a Záhonytól Budapest vagy Debrecen felé tartóknak se kelljen áthaladniuk a városon.
A Nyíregyháza-körgyűrűnek része a már kész 403-as főút és a várostól délre fekvő M3-as autópálya. A körgyűrű még hiányzó nyugati része a 338-as főút (már engedélyezve, de az építkezés kezdete még nem ismert) és az északi szektor.
Néhány alsóbbrendű út is érinti a város területét. Ilyen például a 3317-es út, amely Hajdúdoroggal, a 3822-es út, amely Kótajjal, a 3834-es út, amely Nagyhalásszal, a 4101-es út, mely Nyírpazonnyal, a 4911-es út, mely Nyírbátorral teremt összeköttetést, vagy a 4925-ös út, mely Butyka és a déli ipari park elérését szolgálja. Nyírszőlős városrész elérését segíti, a városközpont elkerülésével a 3813-as út. Épp csak érinti nyugati határszélét a Nyírtelek-Nagycserkesz közti 3636-os út.

### Vasúti közlekedés

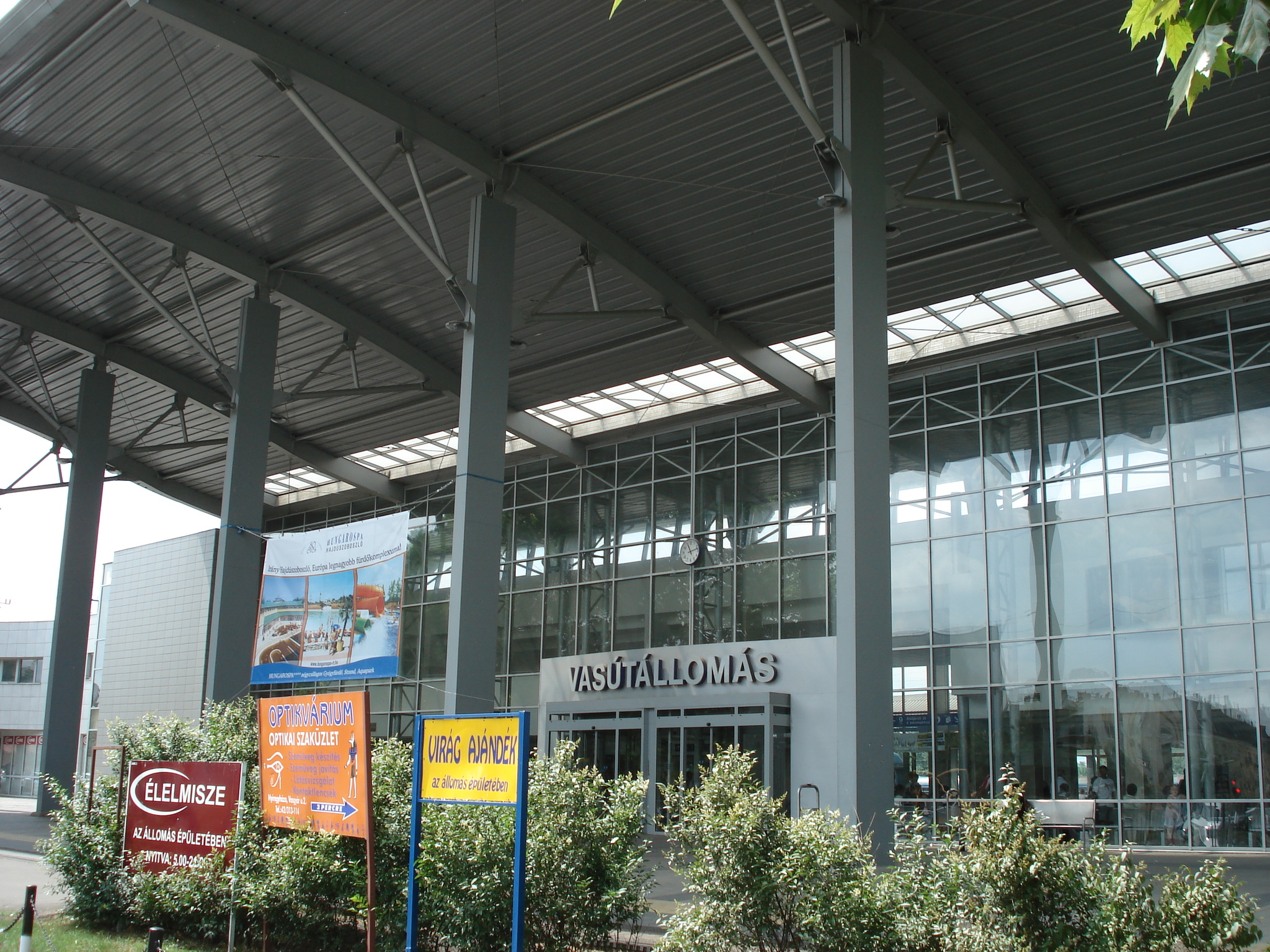
A vasútállomás bejárata

Vasúti kapcsolatai közül a legfontosabb a 100, Szolnok – Záhony közötti kétvágányú, villamosított fővonal, amelyből itt ágazik ki a Tokaj felé vezető 100c számú, a Mátészalka felé vezető 113-as számú és a Vásárosnaménybe vezető 116-os számú vasútvonal. Nyíregyháza a végállomása a Ohat-Pusztakócs–Görögszállás-vasútvonal vonatainak, melyen Tiszalökig van személyforgalom. Az állomás mellől indultak a Nyírvidéki Kisvasút vonatai Dombrádra és Balsára. A kisvasúti vonalakon 2009 decemberében szűnt meg a közlekedés. A nyíregyházi egyike az ország legforgalmasabb vasútállomásainak. Budapestre óránként indulnak InterCity járatok, Debrecen illetve Miskolc felé. Nyíregyháza a városba érkezőket új és korszerű állomásépületben fogadja. A város központi vasútállomása közvetlenül az autóbusz-pályaudvar mellett helyezkedik el.

### Légi közlekedés
- Információ
- Városnéző repülők és "légitaxi" is van.

## Közösségi közlekedés
Nyíregyháza rendkívül fejlett tömegközlekedéssel rendelkezik, amit a Volánbusz által üzemeltetett buszhálózat lát el. A buszok útvonala főleg a vasútállomás, a Vay Ádám körút, Örökösföld és a Sóstói úti kórház köré koncentrálódott. A belterületi buszjáratok száma huszonkilenc, emellett működik a városban hét, zöld számmal jelölt, H kezdőbetűvel ellátott járat is, ami a legkülső területeket köti össze a belvárossal.
Távolsági buszok indulnak innen minden irányba. Szabolcs-Szatmár-Bereg megye szinte összes fontosabb vagy nagyobb települését érinti egy távolsági járat, illetve a város irányít buszokat a régió nagyobb településeire, valamint Borsod-Abaúj-Zemplén és Heves vármegyébe is.

## Testvérvárosai
- St Albans, Anglia
- Eperjes, Szlovákia
- Iserlohn, Németország
- Kajaani, Finnország
- Kirjat-Mockín, Izrael
- Massy (Essonne), Franciaország
- Rzeszów, Lengyelország
- Sankt Pölten, Ausztria
- Szatmárnémeti, Románia
- Ungvár, Ukrajna

## Neves emberek

### Itt születtek
- 1844. január 28-án Benczúr Gyula festőművész, az Magyar Tudományos Akadémia tagja
- 1878. október 21-én Krúdy Gyula író
- 1880. október 14-én Haeffner Zsigmond evangélikus kerületi felügyelő, miniszteri osztálytanácsos, az Önkéntes Őrsereg vezető-parancsnoka
- 1884. szeptember 6-án Bencs Kálmán jogász, a város polgármestere 1918-tól haláláig, 1934-ig
- 1886. november 2-án Zay Dezső katonatiszt
- 1887. január 23-án nagykállói Kállay Miklós miniszterelnök
- 1889. január 1-jén Bencs Zoltán minisztériumi tisztviselő, országgyűlési képviselő
- 1890. december 27-én Szamuely Tibor kommunista politikus, újságíró, a Tanácsköztársaság idején hadügyi népbiztoshelyettes és közoktatásügyi népbiztos
- 1897. március 2-án Szamuely László magántisztviselő, újságíró, kommunista pártmunkás, Szamuely Tibor testvéröccse
- 1897. június 21-én Bertalan Kálmán magyar földbirtokos, huszárfőhadnagy, országgyűlési képviselő
- 1899. július 4-én Szamuely György magyar emigráns pártmunkás, politikus, tisztviselő,
- 1905. augusztus 21–én Bacskay Zoltán magyar matematikus, egyetemi tanár
- 1906. május 28-án Gádor Béla József Attila-díjas író
- 1908. április 8-án Tatár Endre színművész
- 1909. október 4-én Szalay Sándor fizikus
- 1912. március 7-én Gémesi Imre színművész
- 1922. augusztus 30-án Mádi Szabó Gábor Kossuth-díjas színművész, többek között a Nemzeti Színház, a Vígszínház, a szolnoki Szigligeti Színház és a budapesti Katona József Színház tagja
- 1924. március 23-án Forrai Jenő, születési nevén Friedmann Jenő orvos, radiológus, egyetemi tanár, tudományos osztályvezető, az orvostudományok kandidátusa (1969), doktora, az MTA tagja.
- 1924. december 25-én Váci Mihály költő
- 1926. március 3-án Kovács József olimpiai ezüstérmes atléta, futó
- 1930. március 6-án Mitró György olimpiai ezüstérmes, Európa-bajnok úszó
- 1934. március 31-én Fábián József színművész
- 1937. november 21-én Kósa Ferenc Kossuth-díjas, Balázs Béla-díjas és cannes-i nagydíjas, filmrendező, forgatókönyvíró, országgyűlési képviselő, MSZP-s politikus
- 1940. szeptember 17-én Móna István olimpiai bajnok öttusázó
- 1943. november 24-én Szikora Tamás Munkácsy Mihály-díjas festőművész
- 1944. március 22-én Szőnyi Ferenc költő, műfordító, diplomata
- 1948. január 7-én Tordai Péter zsidó származású magyar kereskedő, 1999 és 2003 között a Magyarországi Zsidó Hitközségek Szövetségének elnöke
- 1948. március 24-én Balczó Zoltán politikus
- 1949. február 28-án Aknay János Kossuth-díjas festőművész
- 1949. július 17-én Veress József MTA doktora, egyetemi tanár, a BCE rektorhelyettese
- 1955. december 15-én Szakály György Kossuth- és Liszt Ferenc-díjas magyar táncművész, balettigazgató, a Halhatatlanok Társulatának örökös tagja
- 1957. május 2-án Leviczky Klára színművész
- 1958. július 2-án Friderikusz Sándor televíziós műsorvezető, riporter
- 1958. augusztus 13-án Solymosi Tibor színművész
- 1959. szeptember 27-én Demcsák Ottó Harangozó Gyula-díjas balettművész, koreográfus
- 1960. január 6-án Juhász Ferenc szocialista politikus, honvédelmi miniszter
- 1960. június 14-én Sipos László Forster-érmes fotóművész
- 1962. január 20-án Szép Tibor ornitológus, egyetemi tanár
- 1962. március 5-én Bagi László Jr. grafikusművész
- 1962. október 2-án Kocsár László triatlonos, hosszútávfutó, hegyi kerékpáros
- 1963. augusztus 23-án Szilágyi János festőművész
- 1964. november 12. Kollonay Zoltán zongoratanár, zongoraművész és zeneszerző
- 1969. március 28-án Csabai László író
- 1974. március 23-án Mészáros Árpád Zsolt színművész
- 1974. május 31-én Szabó Tünde jogász, olimpiai ezüstérmes úszó, a Magyar Úszó Szövetség főtitkára, majd alelnöke, államtitkár, politikus
- 1976. december 18-án Dragony Tímea zeneművész, a Batsányi-Cserhát Művész Társaság zenei vezetője, arany- és gyémántdiplomás zeneszerző
- 1977. május 2-án Lutter Imre Radnóti-díjas előadóművész, producer, újságíró, drámapedagógus
- 1977. szeptember 23-án Balatoni Péter zongoraművész
- 1978. január 18-án Illyés Ákos színművész
- 1978. július 3-án Miló Viktória ökölvívó
- 1980. március 30-án Jenei Judit színművész
- 1981. május 14-én Kovács Noémi újságíró, krimiíró, történész
- 1981. augusztus 1-jén Bakos-Kiss Gábor színművész, a Nemzeti Színház társulatának tagja
- 1984. október 30-án Radvánszki Szabolcs színművész
- 1986. július 22-én Kiss Tünde színművész, a Győri Nemzeti Színház tagja
- 1990. január 7-én Papp Barbara színművész
- 1990. április 24-én Muri Enikő, a 2011-es X-Faktor felfedezettje
- 1992. szeptember 16-án Dobos Evelin színművész
- 1995. május 19-én Nagy Fruzsina Lilla színművész, a Gárdonyi Géza Színház tagja
- 1999. december 30-án Tóth Fruzsina magyar röplabdázó, magyar bajnok (Fatum Nyíregyháza)

### Itt éltek
- Itt élt Jósa András (Nagyvárad, 1834. november 30. – Nyíregyháza, 1918. szeptember 6.) régész, orvos és antropológus.
- Itt élt Cserhát József (1915–1969) Batsányi-díjas és József Attila-pályadíjas költő, újságíró. Az ő nevét viseli a Batsányi-Cserhát Művész Kör Budapesten.
- Itt tanult Zenthe Ferenc (1920–2006) színművész (a Magyar Királyi Katolikus Gimnázium − a mai Szent Imre Gimnázium elődje − tanulója volt 1931-től 1938-ig).
- Itt élt és tanított Sára Jenő (Brassó, 1939. április 11. – Nyíregyháza, 2009) zongoraművész, zenepedagógus.
- Itt nőtt fel Balczó András (1938–) olimpiai bajnok öttusázó.
- Itt él Bodnár István (1943–) költő, újságíró.
- Dr. Danku Csaba jogász, címzetes egyetemi oktató, volt helyettes államtitkár, a Nemzeti Választási Iroda alapító elnökhelyettese
- Itt nőtt fel Kapu Tibor (1991) gépészmérnök, űrhajós.